# NHL Entry Draft 1995
Der NHL Entry Draft 1995 fand am 8. Juli 1995 im Edmonton Coliseum in Edmonton in der kanadischen Provinz Alberta statt. Bei der 33. Auflage des NHL Entry Draft wählten die Teams der National Hockey League (NHL) in neun Runden insgesamt 234 Spieler aus und somit deutlich weniger als noch im Vorjahr (286). Als First Overall Draft Pick wurde der US-amerikanische Verteidiger Bryan Berard von den Ottawa Senators ausgewählt. Auf den Positionen zwei und drei folgten Wade Redden für die New York Islanders und Aki-Petteri Berg für die Los Angeles Kings, der damit zum bisher am höchsten ausgewählten Finnen wurde. Die Reihenfolge des Drafts wurde derweil erstmals in seiner Historie durch die neu eingeführte Lotterie beeinflusst, während die Anzahl der Runden von elf auf neun reduziert wurde.
Der Entry Draft 1995 wird als vergleichsweise schwacher Jahrgang bewertet, so erreichte nur Jarome Iginla den Meilenstein von 1000 Scorerpunkten und wurde als bisher einziger Akteur in die Hockey Hall of Fame gewählt. Neben ihm zählen unter anderem Daymond Langkow, Shane Doan, Radek Dvořák, Jean-Sébastien Giguère, Martin Biron, Petr Sýkora, Jochen Hecht, Sami Kapanen, Marc Savard, Michal Handzuš und Miikka Kiprusoff zu weiteren nennenswerten Spielern.

## Draft-Reihenfolge

### Lotterie
Zum Entry Draft 1995 wurde die Draft-Lotterie in der NHL eingeführt, zehn Jahre nachdem die NBA zur ersten Profiliga mit diesem System wurde. Auch im Eishockey sollte damit fortan dem sogenannten „Tanking“ entgegengewirkt werden, dem mehr oder weniger absichtlichen Verlieren von Spielen, um sich ein höheres Wahlrecht im Draft zu sichern. Der Modus unterschied sich jedoch deutlich von dem der NBA: Der Gewinner der Draft-Lotterie konnte maximal vier Plätze aufsteigen, sodass nur die fünf schwächsten Teams der Vorsaison überhaupt eine Chance auf das erste Wahlrecht hatten. In die Lotterie gingen alle zehn Mannschaften ein, die die Playoffs verpasst hatten, mit den in der Tabelle dargestellten Siegchancen. Die Lotterie gewannen schließlich die Los Angeles Kings, die sich somit vom siebten auf den dritten Platz verbesserten. Von der Lotterie beeinflusst wurde allerdings nur die erste Runde, in allen weiteren Runden ergab sich die Reihenfolge aus dem Abschneiden in der abgelaufenen Saison 1994/95. Mit der niedrigsten Punktzahl beginnend waren zuerst die Mannschaften an der Reihe, die die Playoffs verpasst hatten. Anschließend folgten alle Playoff-Teams, ebenfalls gemäß der umgedrehten Abschlusstabelle und unbeeinflusst vom Erfolg in der post-season.

### Transfer von Erstrunden-Wahlrechten
| Pick | Datum           | Von               | Zu                  | Modalitäten |
| ---- | --------------- | ----------------- | ------------------- | --- |
| 9    | 26. August 1994 | Hartford Whalers  | Boston Bruins       | Die Whalers sandten ihr Erstrunden-Wahlrecht sowie jeweils ein Erstrunden-Wahlrecht in den Drafts 1996 und 1997 nach Boston und erhielten dafür Glen Wesley.                                 |
| 13   | 23. März 1995   | New York Rangers  | Hartford Whalers    | Die Rangers sandten Glen Featherstone, Michael Stewart, ihr Erstrunden-Wahlrecht sowie ein Viertrunden-Wahlrecht für den NHL Entry Draft 1996 nach Hartford und erhielten dafür Pat Verbeek. |
| 14   | 8. Juli 1995    | Vancouver Canucks | Buffalo Sabres      | Die Canucks sandten Michael Peca, Mike Wilson sowie ihr Erstrunden-Wahlrecht nach Buffalo und erhielten dafür Alexander Mogilny sowie ein Viertrunden-Wahlrecht in diesem Draft.             |
| 23   | 16. Juli 1990   | St. Louis Blues   | Washington Capitals | Die Blues mussten ihre Erstrunden-Wahlrechte in den Drafts 1991 bis 1995 als Kompensation für die Verpflichtung von Free Agent Scott Stevens an die Capitals abgeben.                        |

## Draft-Ergebnis

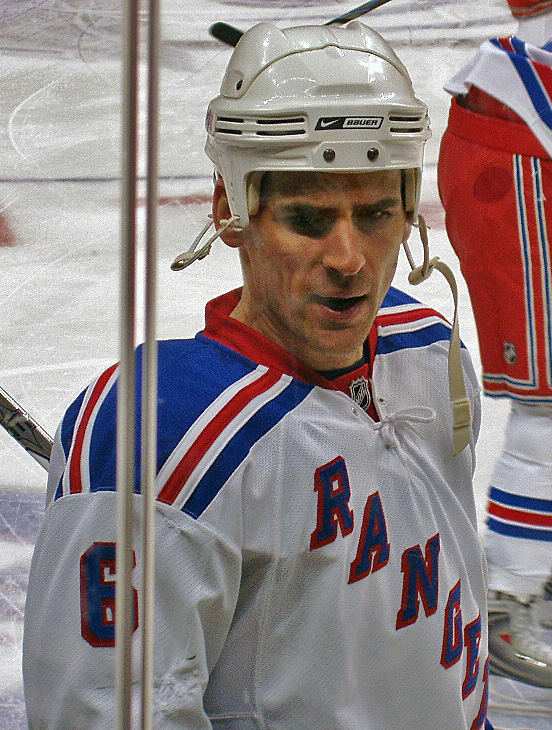
Wade Redden, gewählt an Position 2

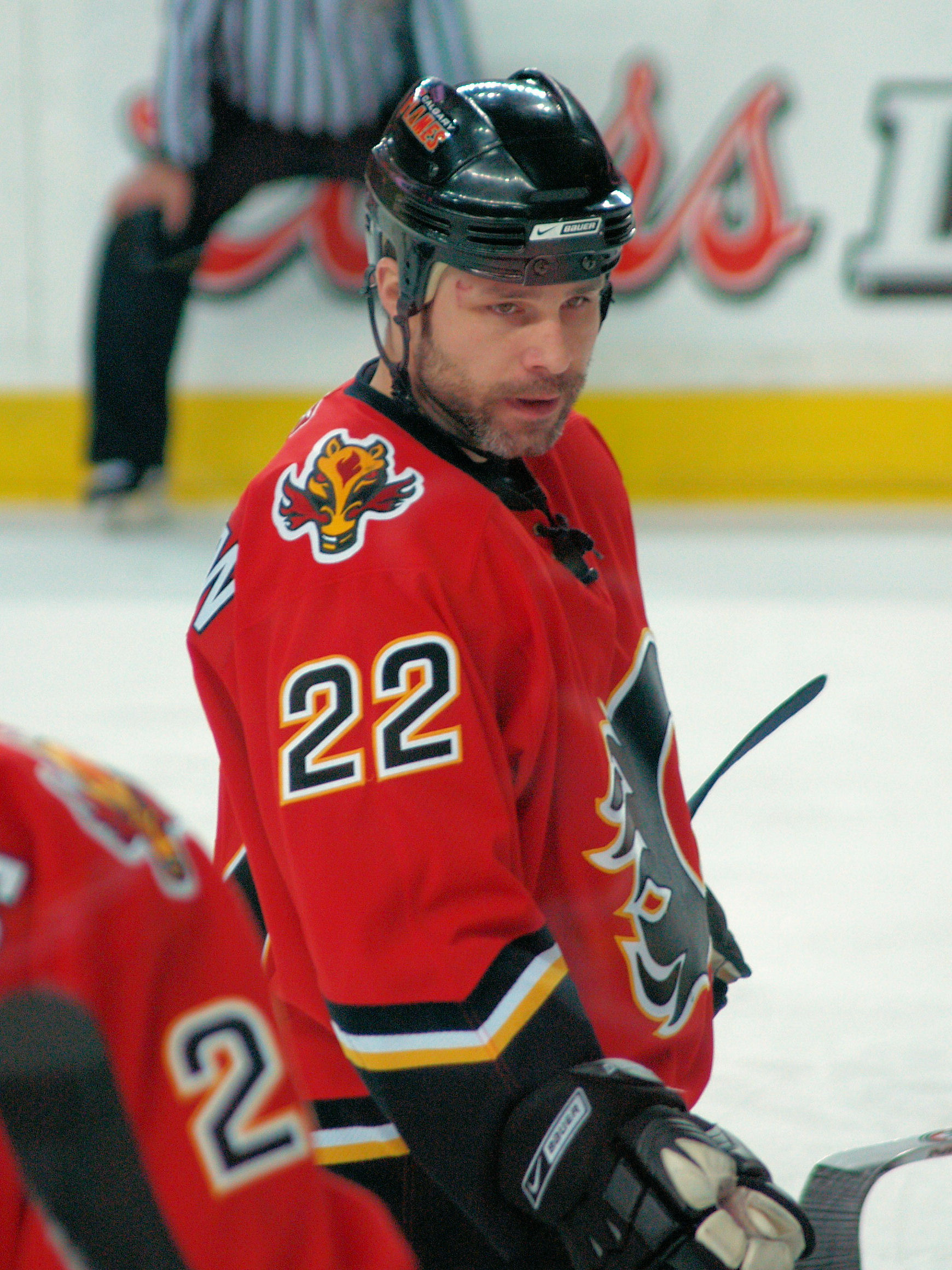
Daymond Langkow, gewählt an Position 5

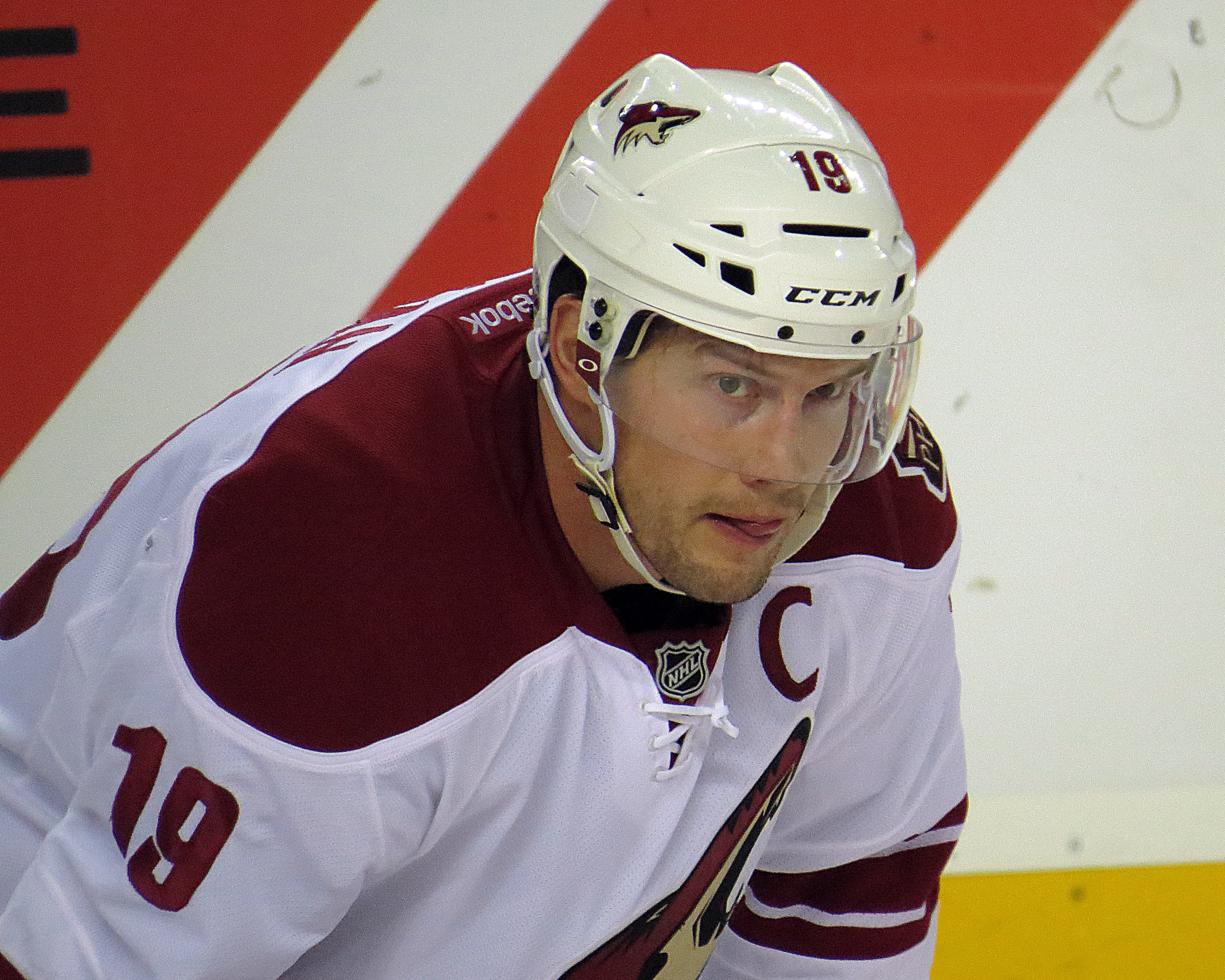
Shane Doan, gewählt an Position 7

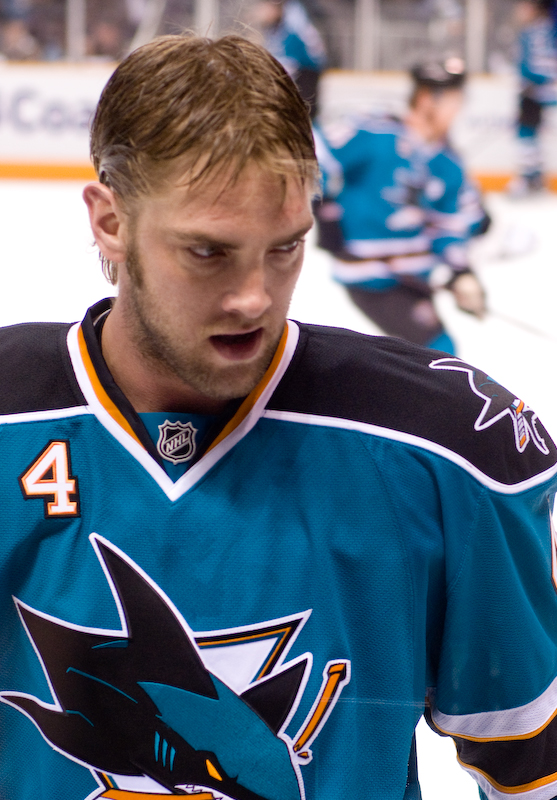
Kyle McLaren, gewählt an Position 9

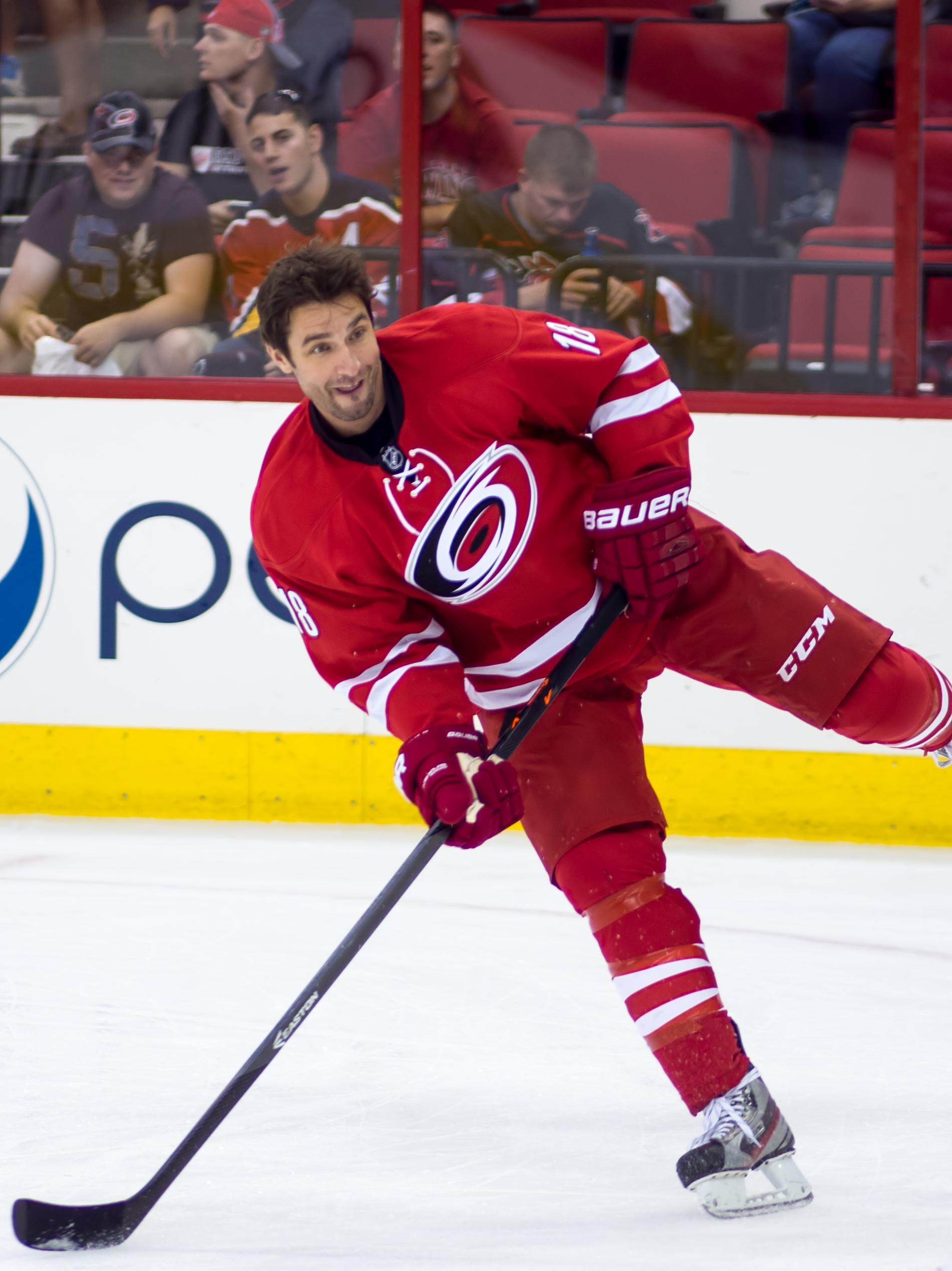
Radek Dvořák, gewählt an Position 10

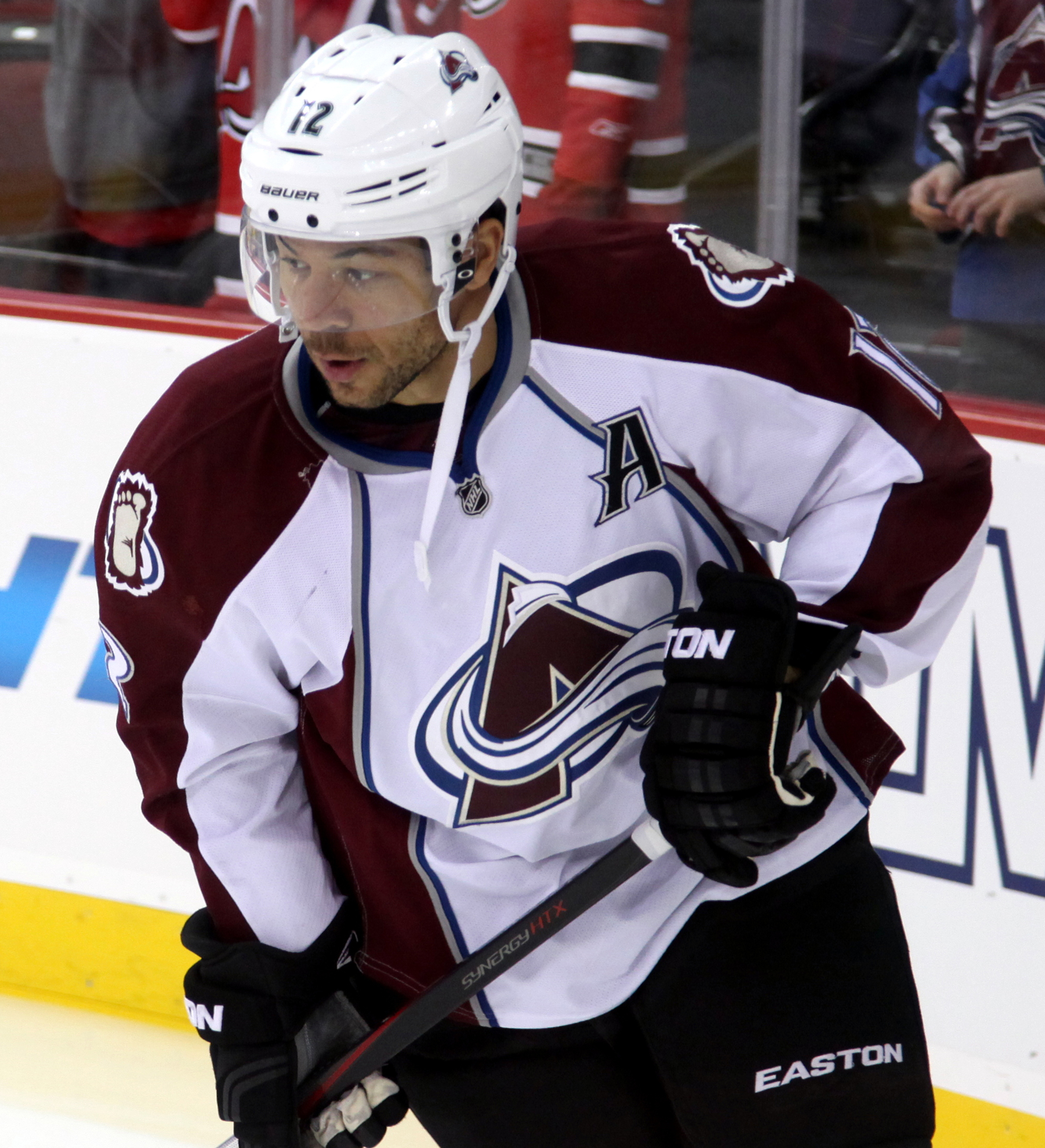
Jarome Iginla, gewählt an Position 11

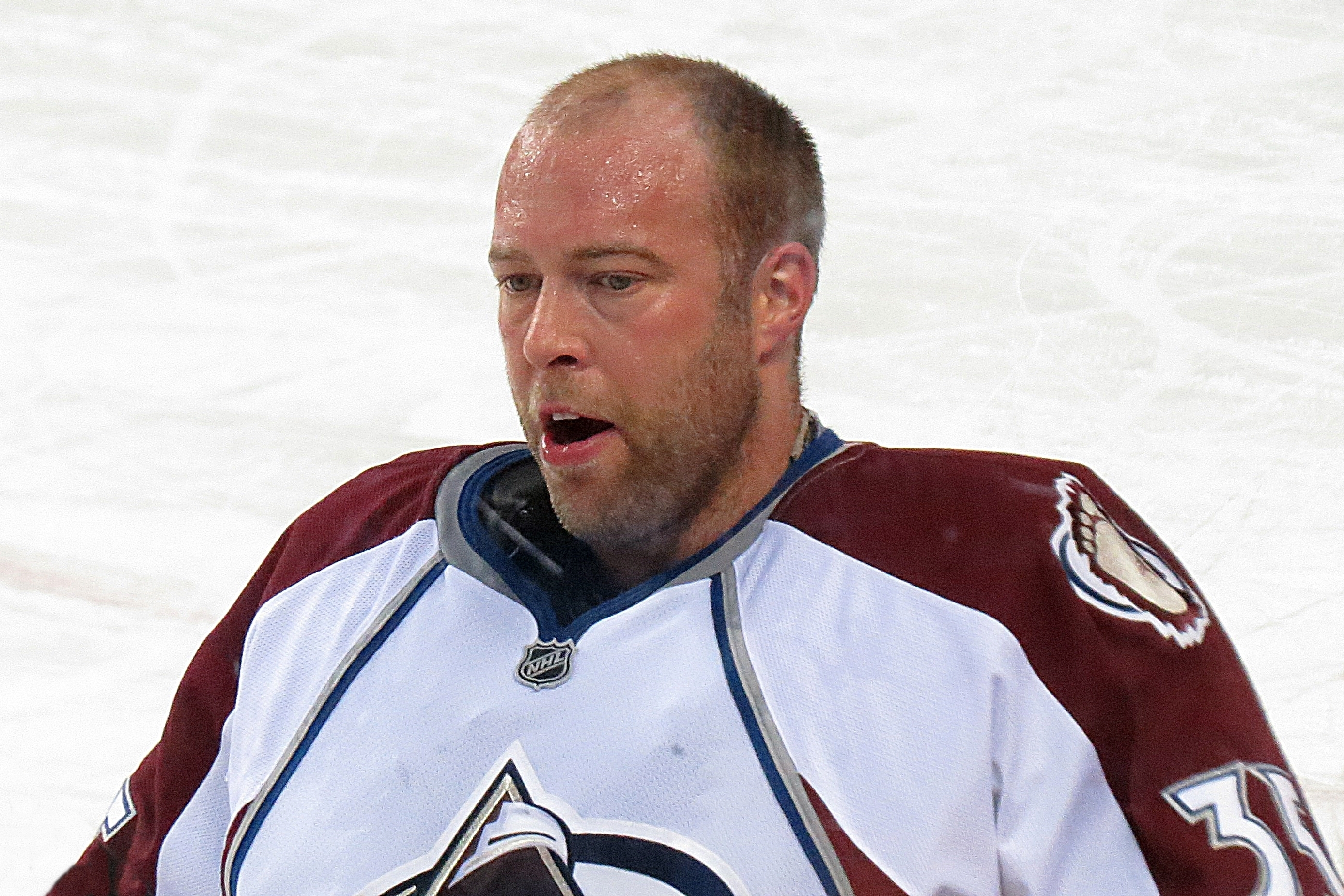
Jean-Sébastien Giguère, gewählt an Position 13

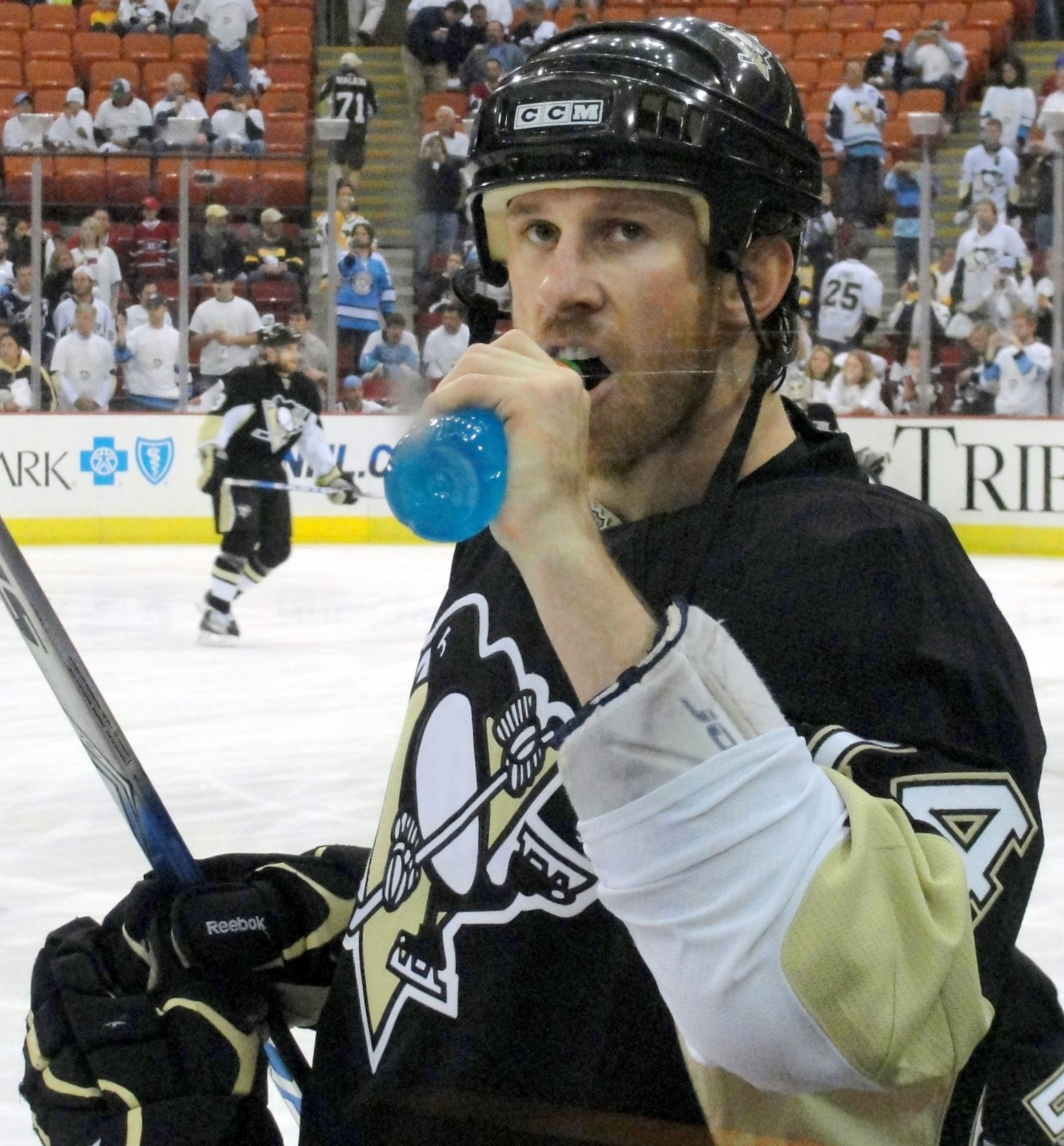
Jay McKee, gewählt an Position 14

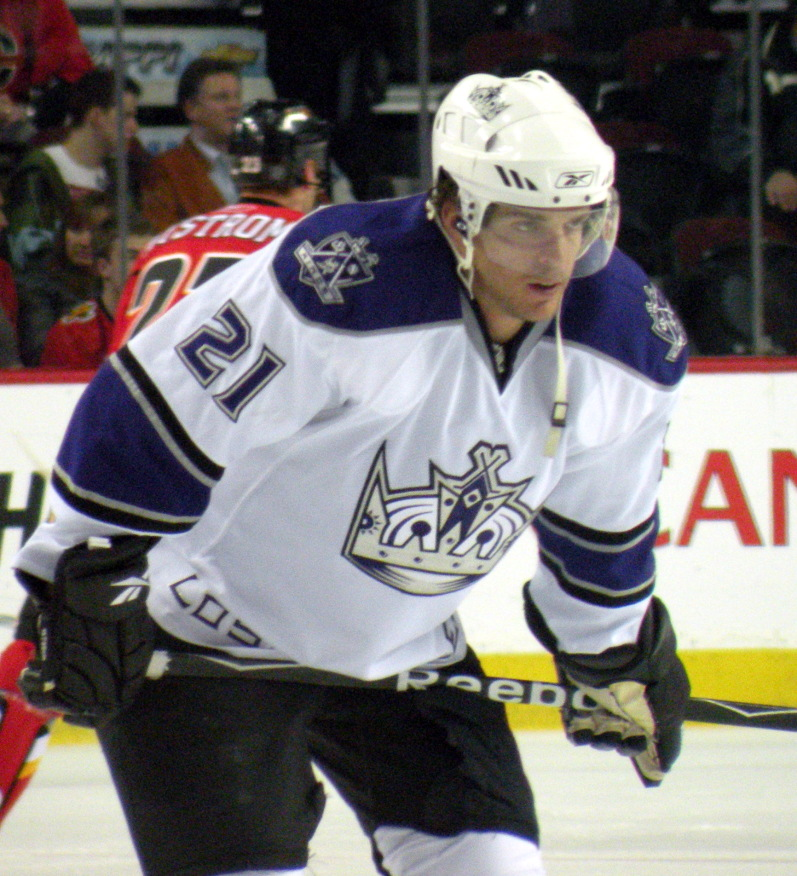
Denis Gauthier, gewählt an Position 20

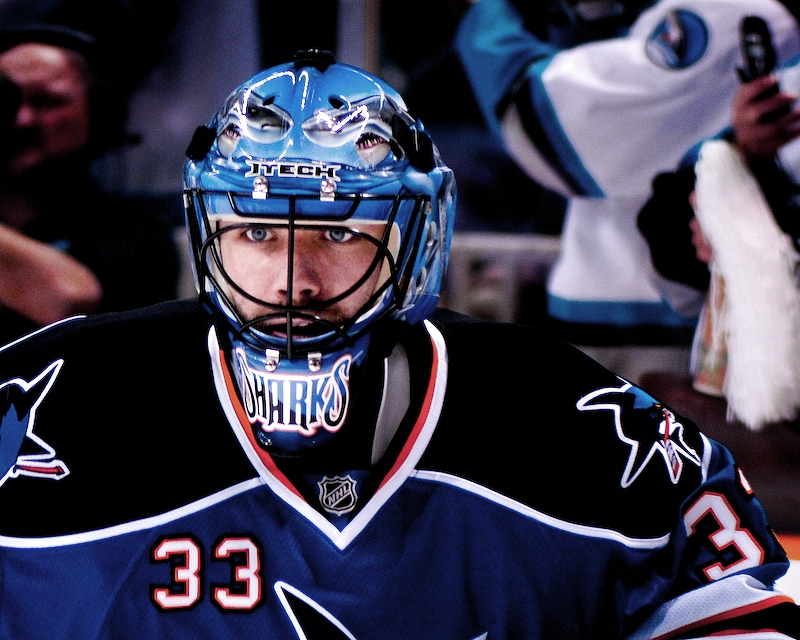
Brian Boucher, gewählt an Position 22

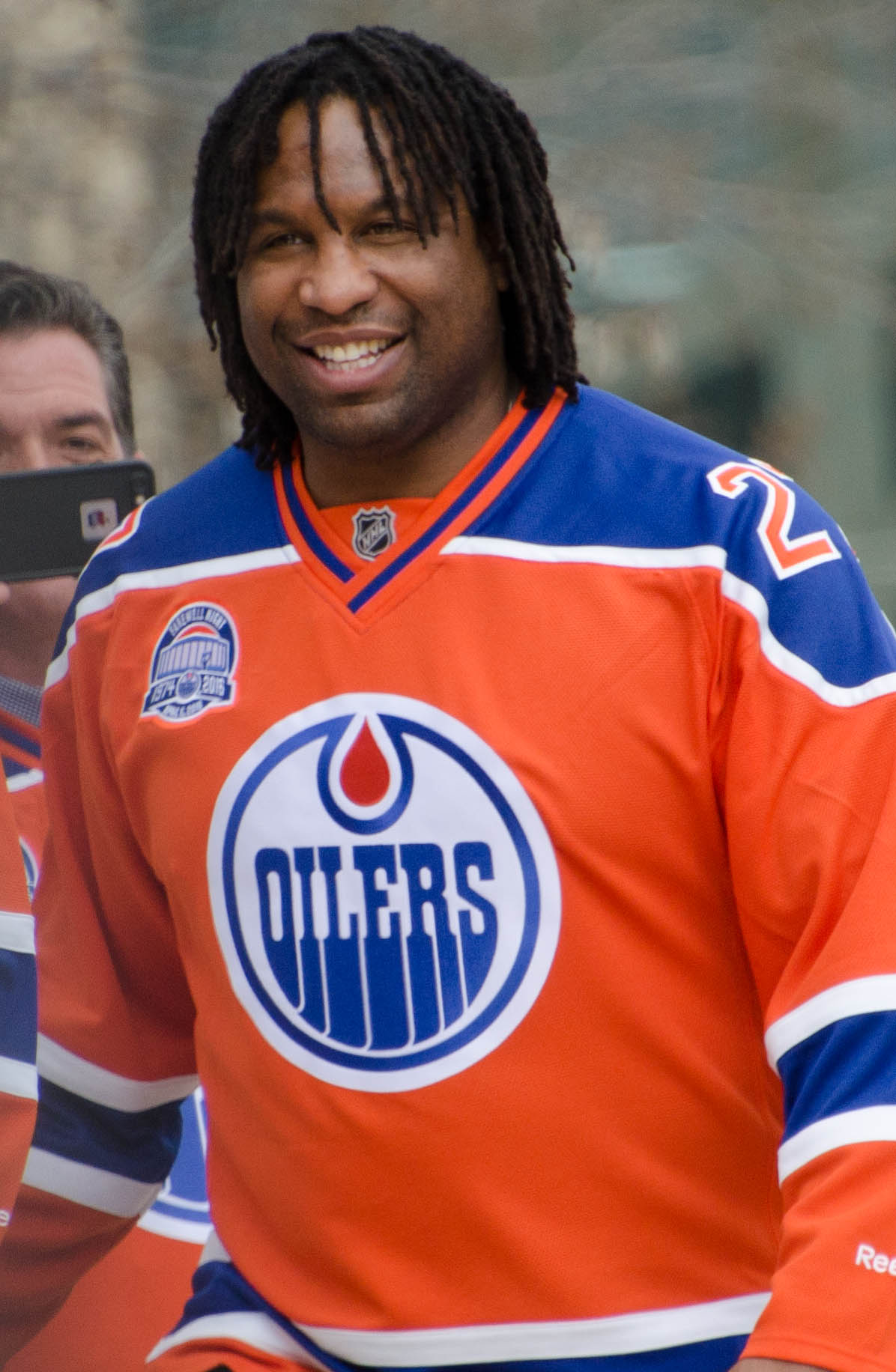
Georges Laraque, gewählt an Position 31

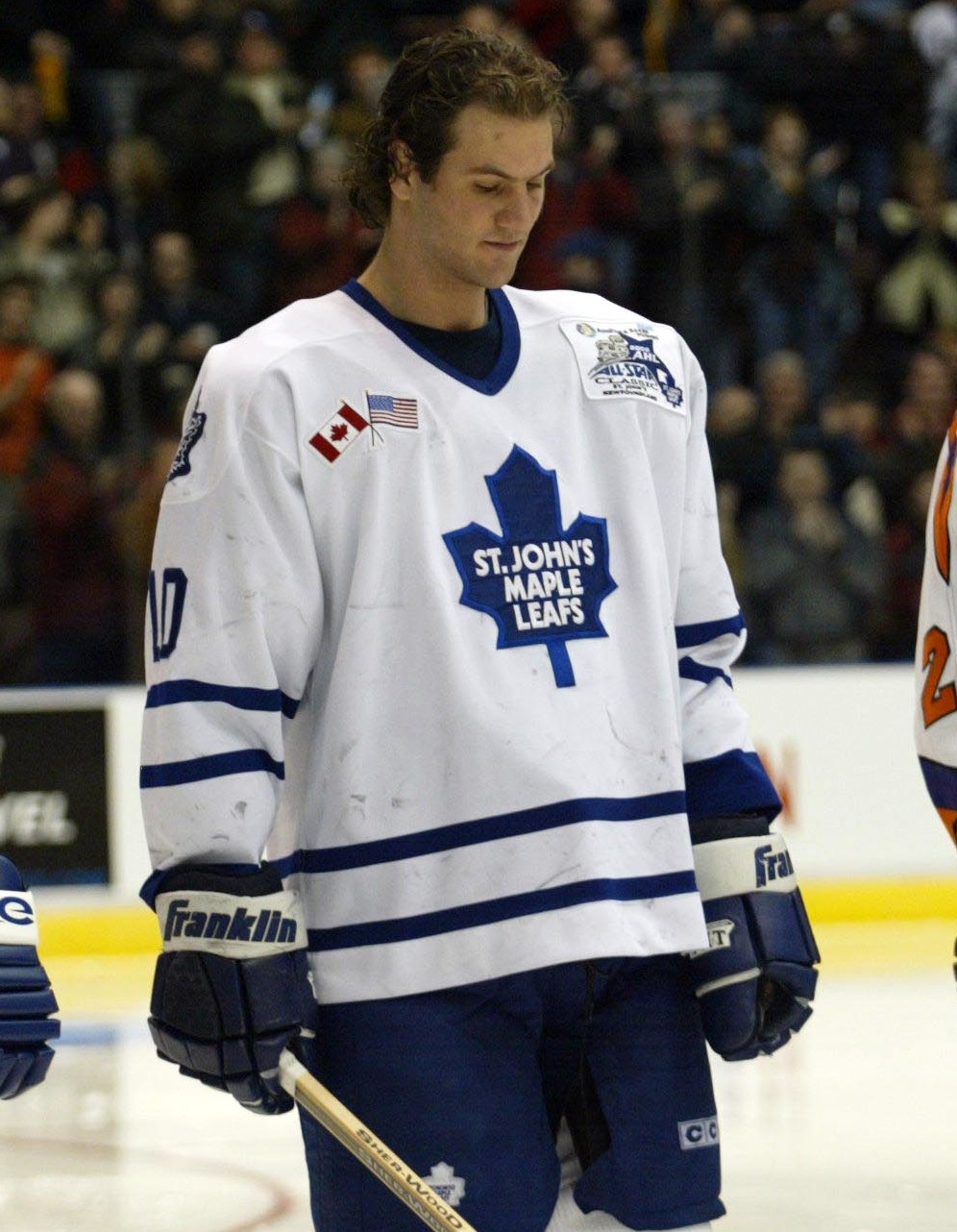
Donald MacLean, gewählt an Position 33

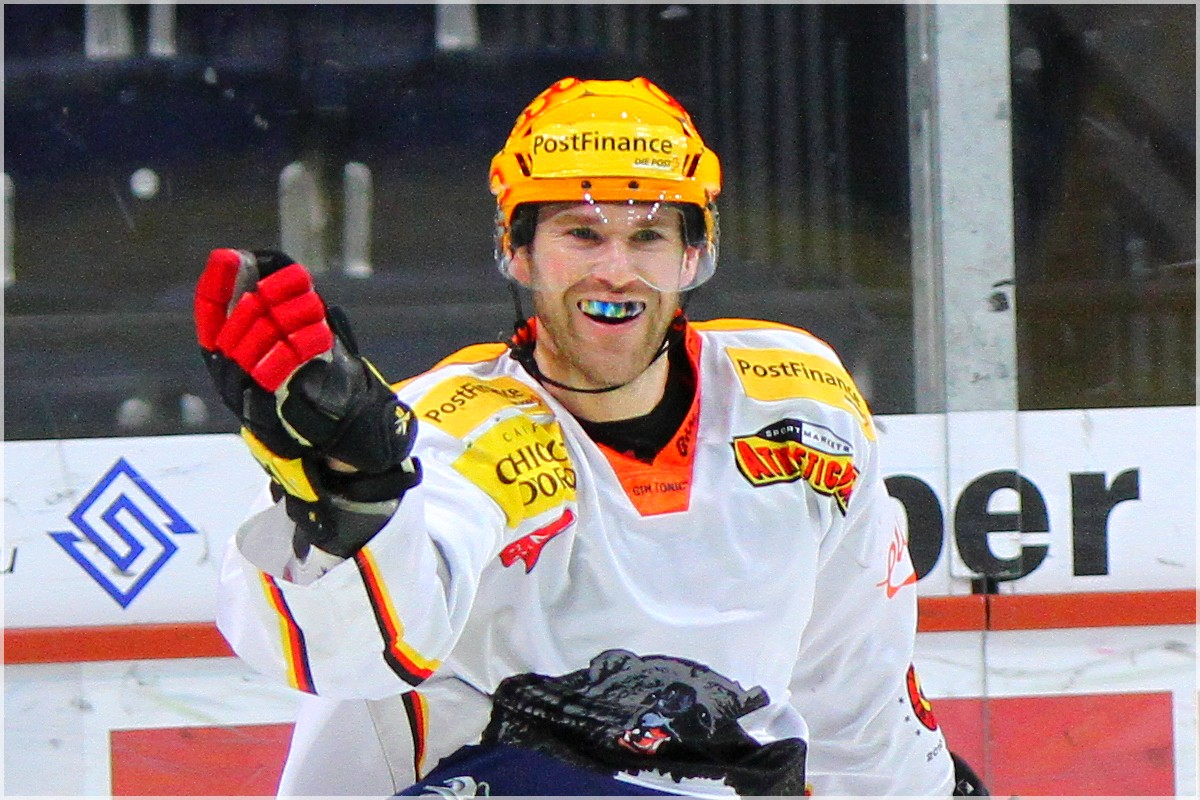
Christian Dubé, gewählt an Position 39

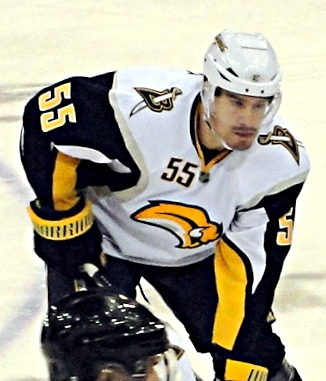
Jochen Hecht, gewählt an Position 49

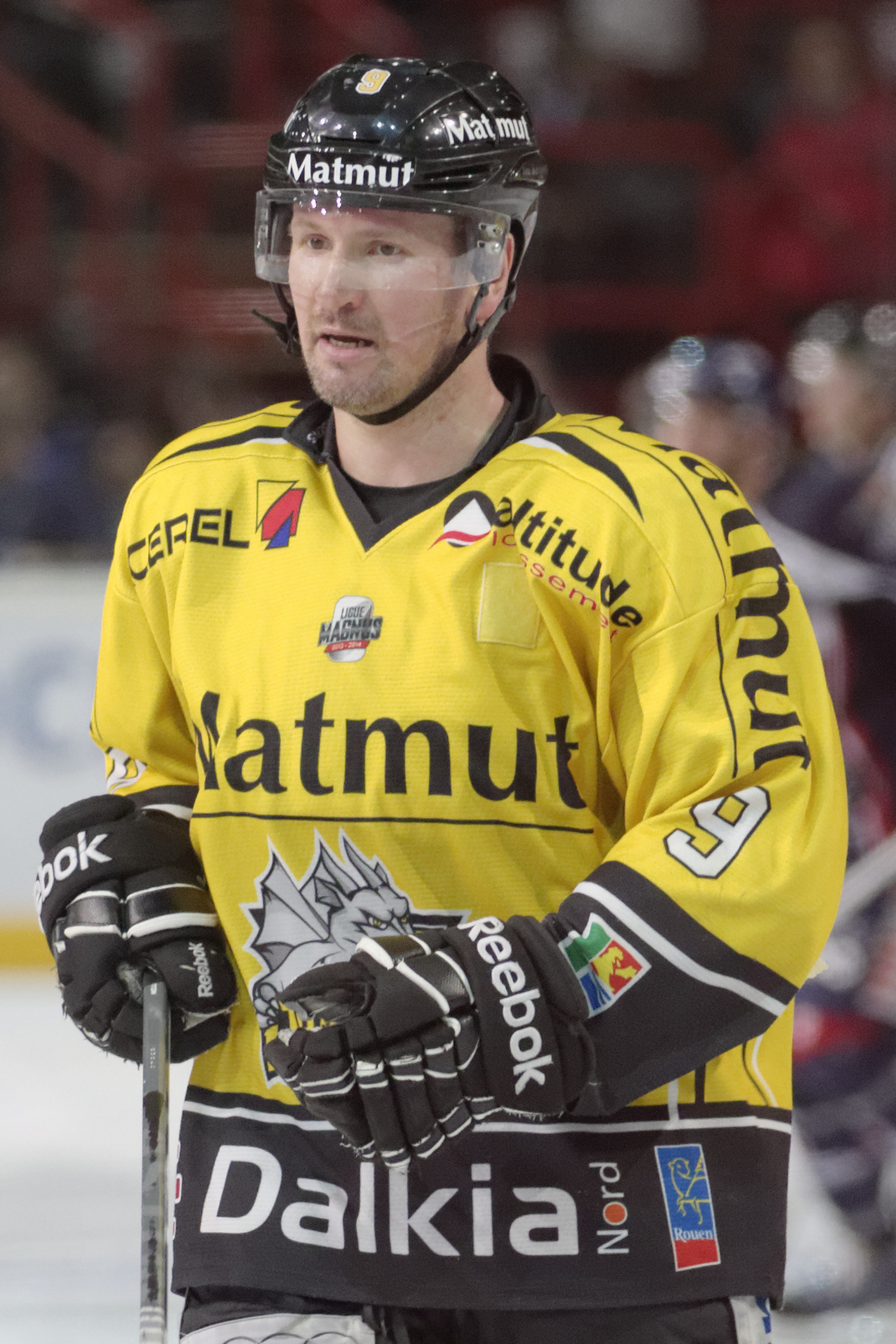
Miloslav Gureň, gewählt an Position 60

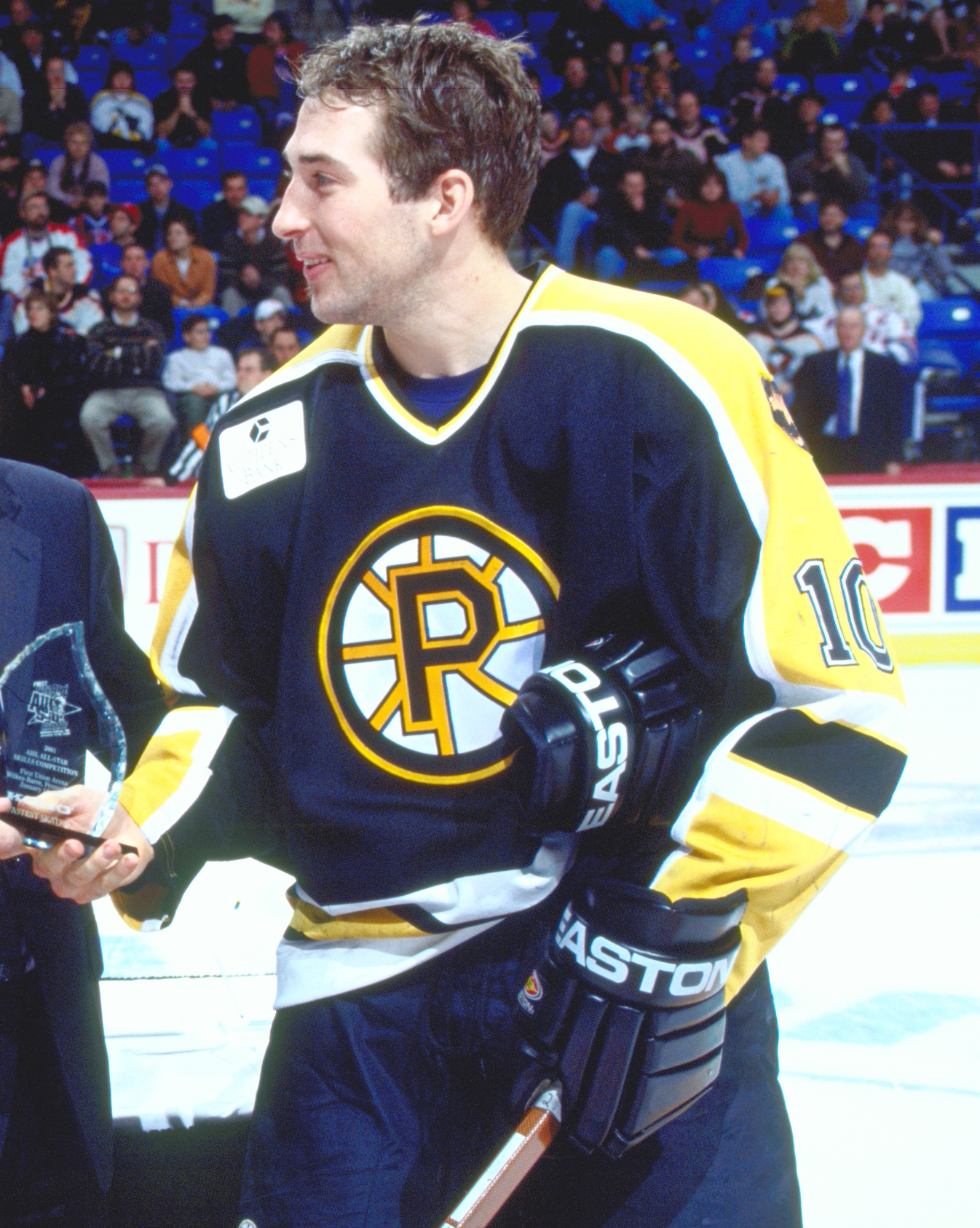
Cameron Mann, gewählt an Position 99

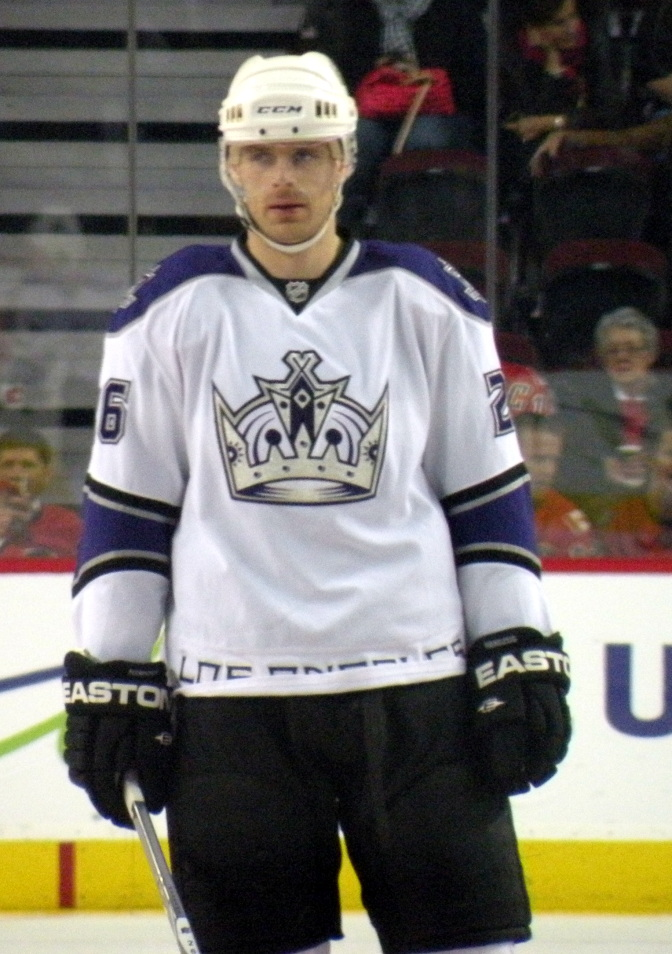
Michal Handzuš, gewählt an Position 101

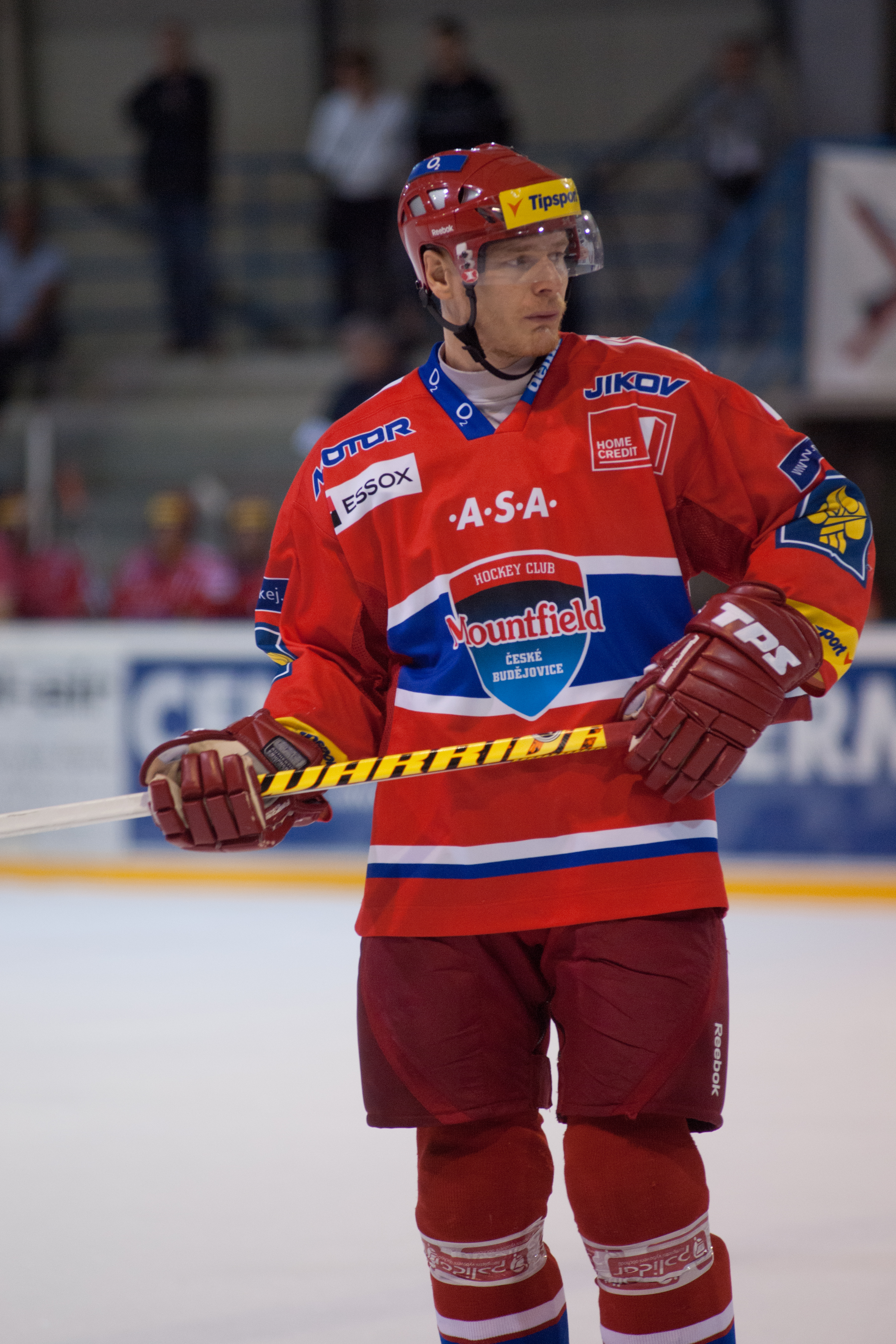
Jan Snopek, gewählt an Position 109

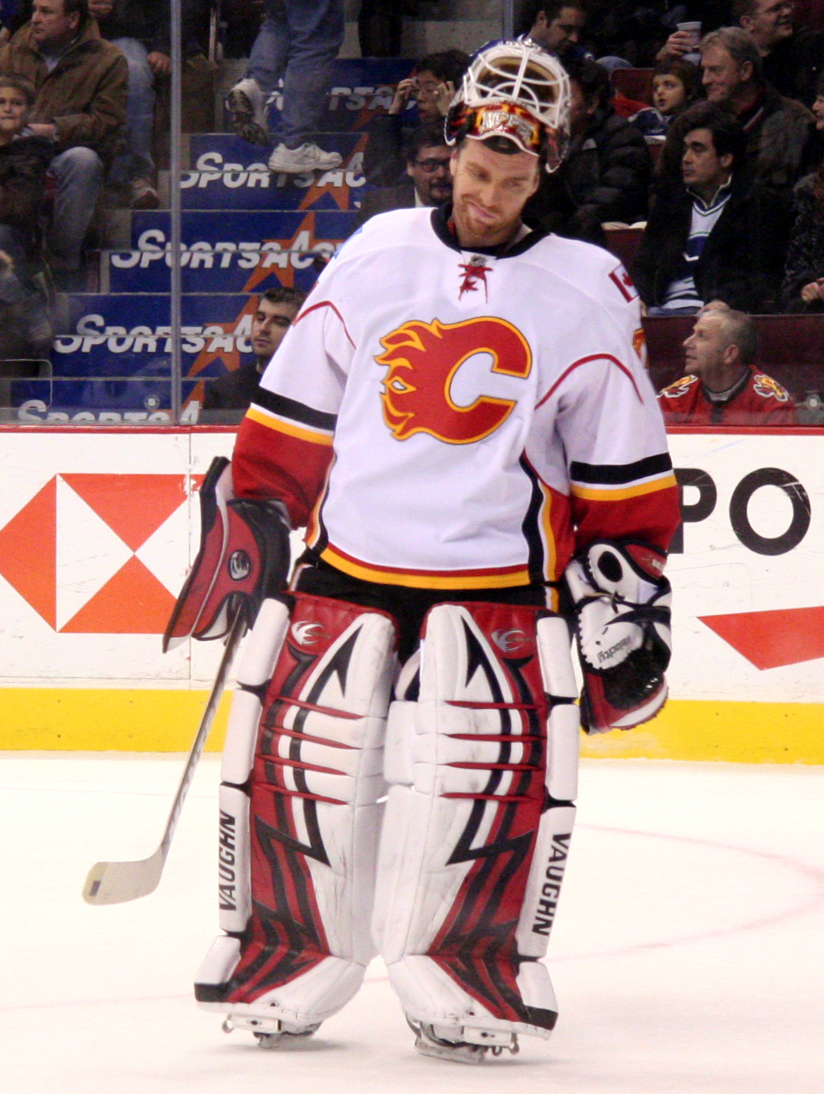
Miikka Kiprusoff, gewählt an Position 116

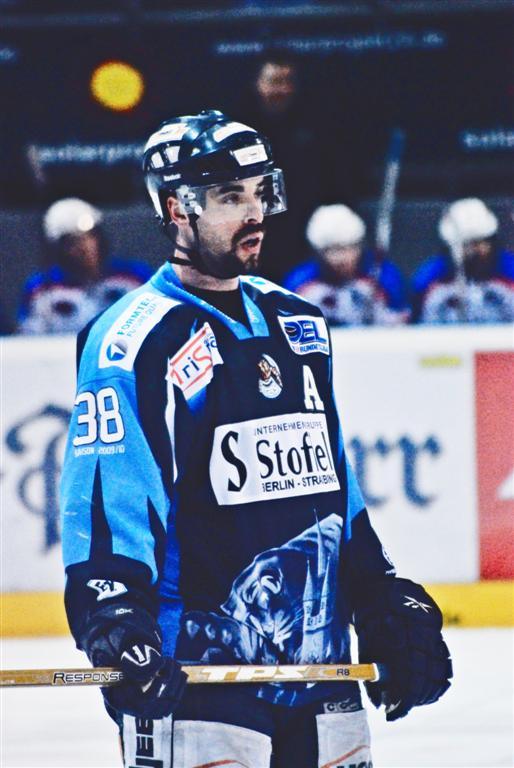
Yannick Tremblay, gewählt an Position 145

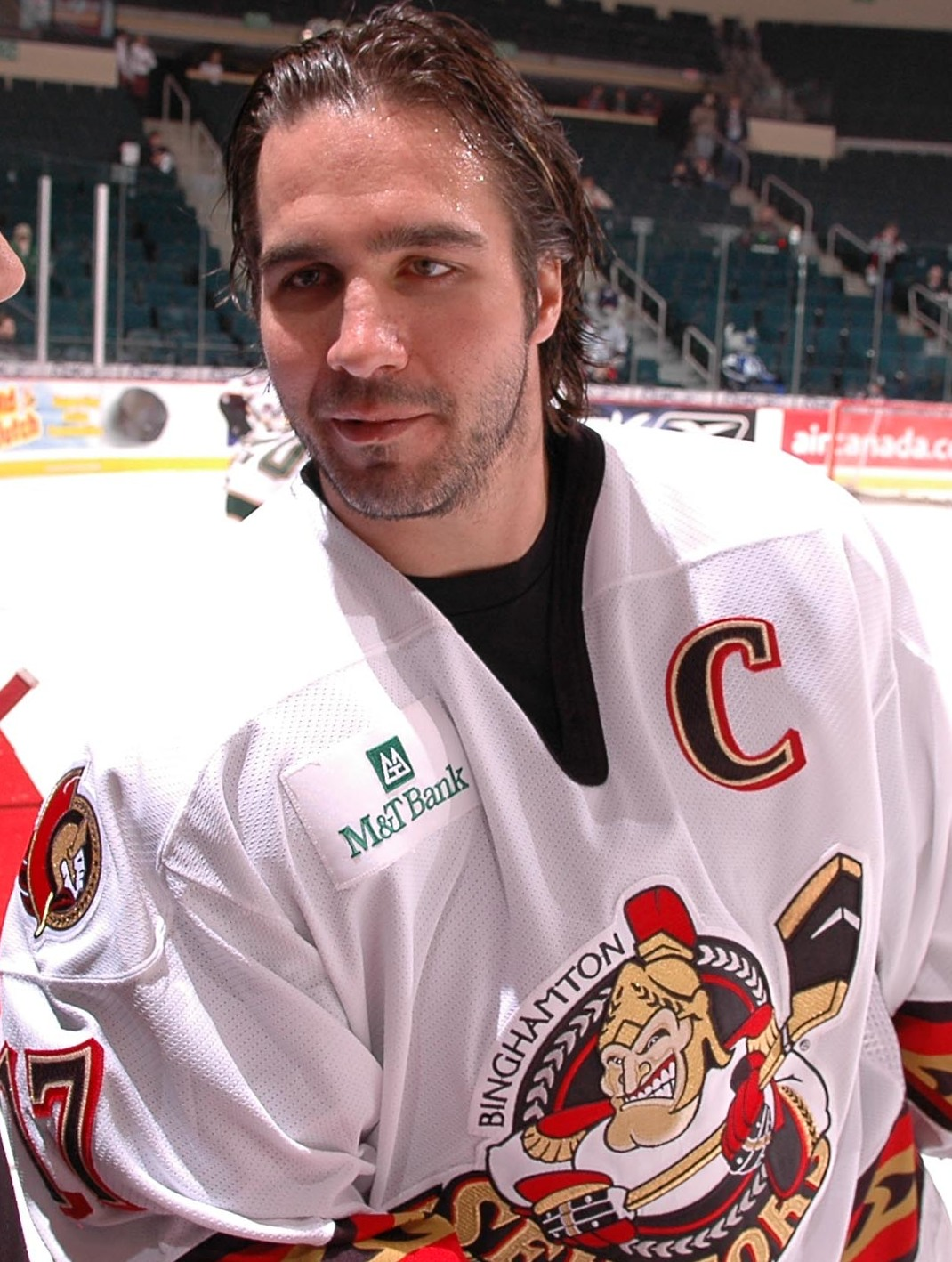
Denis Hamel, gewählt an Position 153

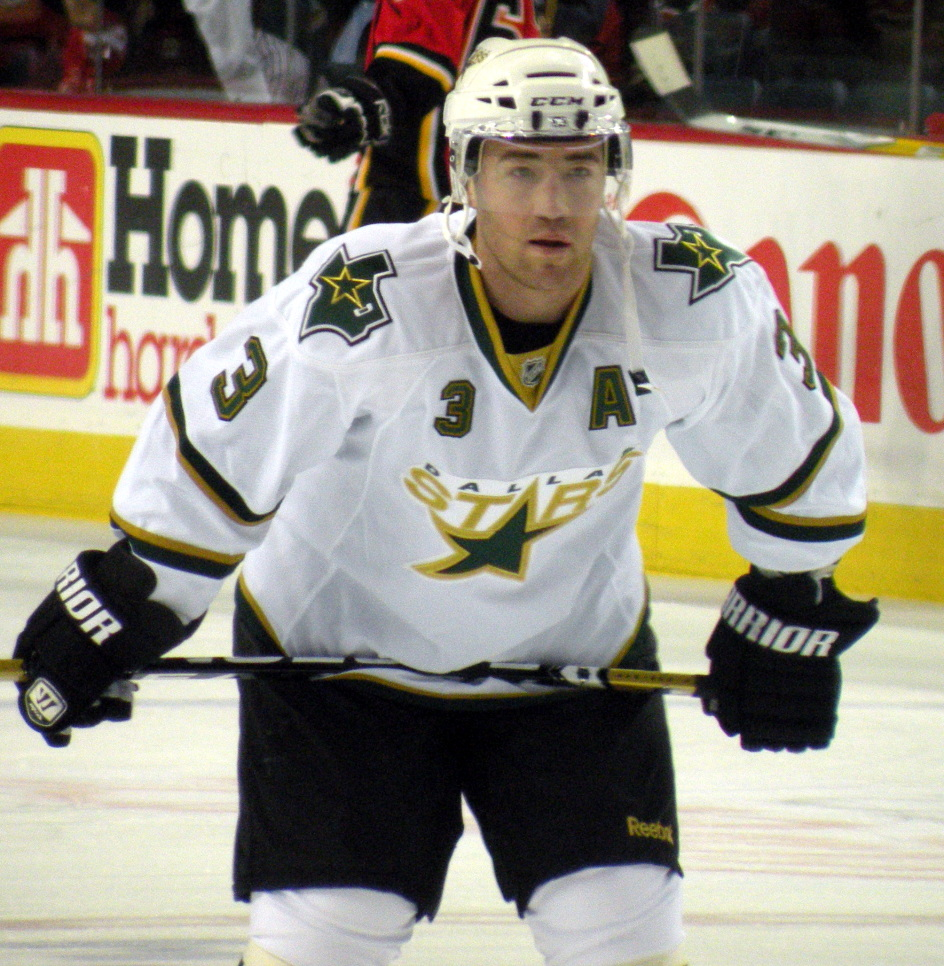
Stéphane Robidas, gewählt an Position 164

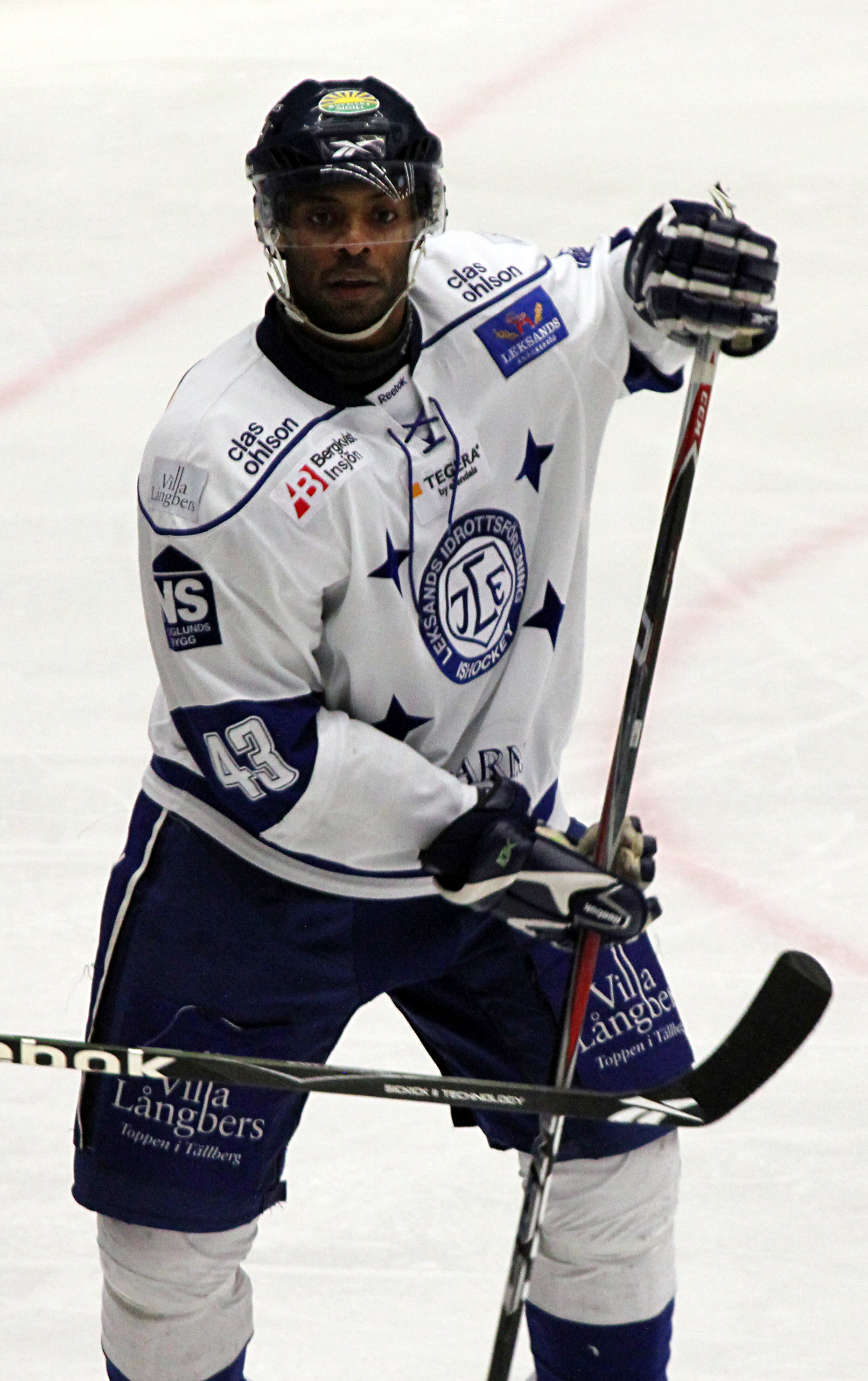
Ryan Kraft, gewählt an Position 179

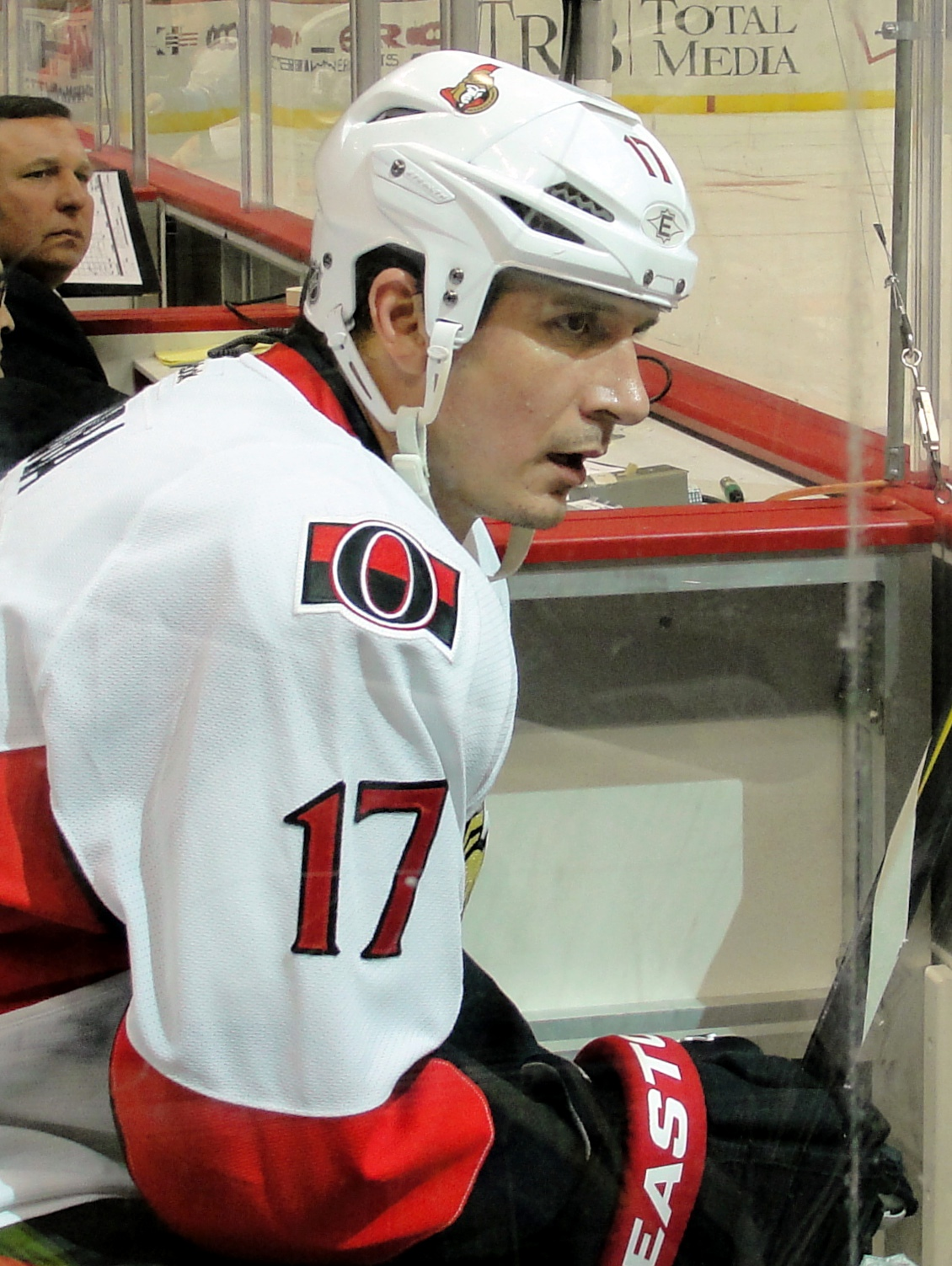
Filip Kuba, gewählt an Position 192

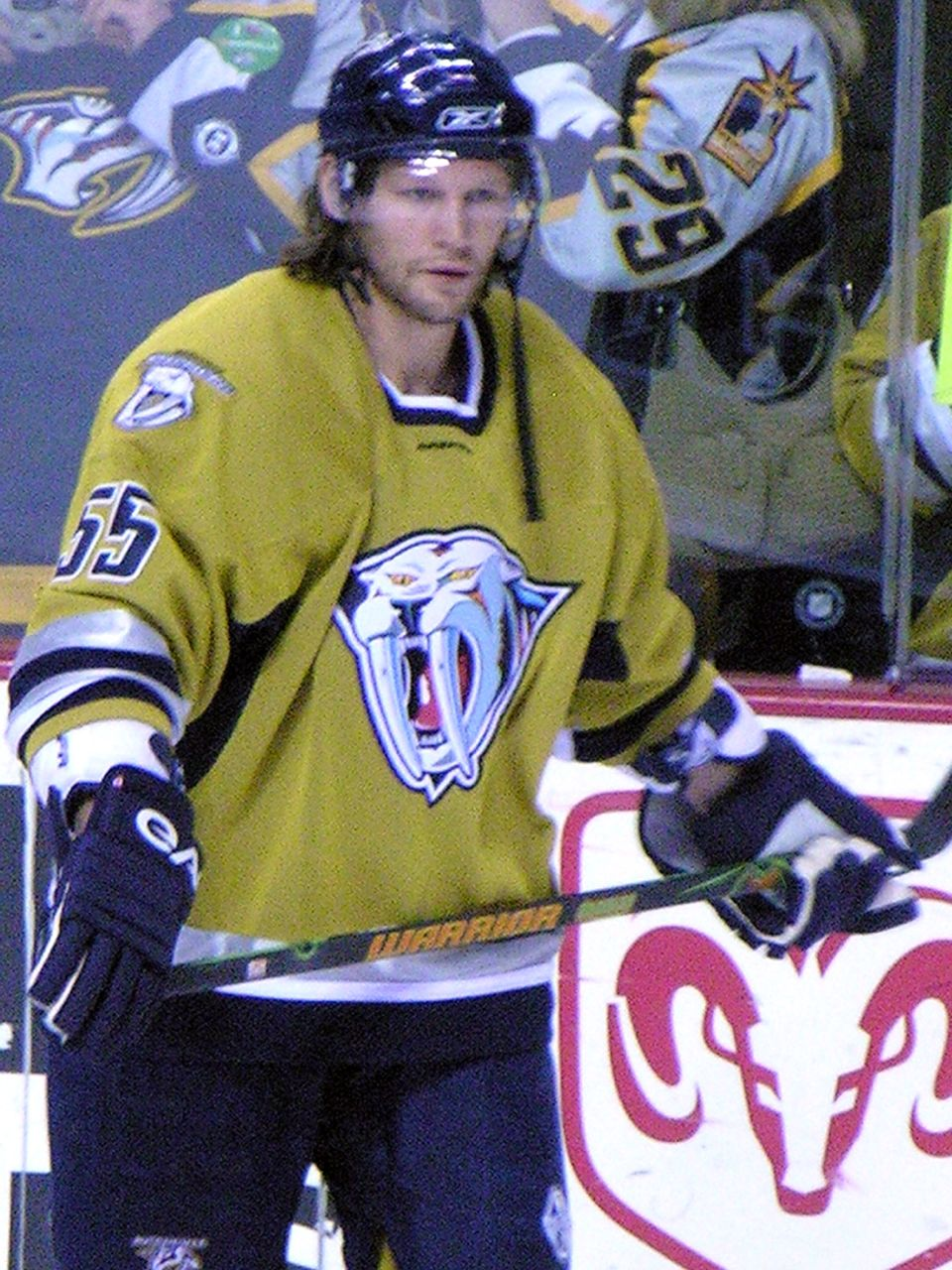
Daniil Markow, gewählt an Position 223

| Inhaltsverzeichnis Runde 1 \| Runde 2 \| Runde 3 \| Runde 4 \| Runde 5 \| Runde 6 \| Runde 7 \| Runde 8 \| Runde 9 |

Abkürzungen:
Position mit C = Center, LW = linker Flügel, RW = rechter Flügel, D = Verteidiger, G = Torwart
Farblegende:
 = Spieler, die in die Hockey Hall of Fame aufgenommen wurden

### Runde 1
| #   | Spieler                | Nationalität       | Position | NHL-Team                                  | College-/Junioren-/Profi-Team            |
| --- | ---------------------- | ------------------ | -------- | ----------------------------------------- | ---------------------------------------- |
| 1.  | Bryan Berard           | Vereinigte Staaten | D        | Ottawa Senators                           | Detroit Junior Red Wings (OHL)           |
| 2.  | Wade Redden            | Kanada             | D        | New York Islanders                        | Brandon Wheat Kings (WHL)                |
| 3.  | Aki-Petteri Berg       | Finnland           | D        | Los Angeles Kings                         | TPS Turku (SM-liiga)                     |
| 4.  | Chad Kilger            | Kanada             | LW       | Mighty Ducks of Anaheim                   | Kingston Frontenacs (OHL)                |
| 5.  | Daymond Langkow        | Kanada             | C        | Tampa Bay Lightning                       | Tri-City Americans (WHL)                 |
| 6.  | Steve Kelly            | Kanada             | C        | Edmonton Oilers                           | Prince Albert Raiders (WHL)              |
| 7.  | Shane Doan             | Kanada             | RW       | Winnipeg Jets                             | Kamloops Blazers (WHL)                   |
| 8.  | Terry Ryan             | Kanada             | LW       | Canadiens de Montréal                     | Tri-City Americans (WHL)                 |
| 9.  | Kyle McLaren           | Kanada             | D        | Boston Bruins (von Hartford Whalers)      | Tacoma Rockets (WHL)                     |
| 10. | Radek Dvořák           | Tschechien         | RW       | Florida Panthers                          | HC České Budějovice (tschech. Extraliga) |
| 11. | Jarome Iginla          | Kanada             | RW       | Dallas Stars                              | Kamloops Blazers (WHL)                   |
| 12. | Teemu Riihijärvi       | Finnland           | RW       | San Jose Sharks                           | Kiekko-Espoo (SM-liiga)                  |
| 13. | Jean-Sébastien Giguère | Kanada             | G        | Hartford Whalers (von New York Rangers)   | Halifax Mooseheads (LHJMQ)               |
| 14. | Jay McKee              | Kanada             | D        | Buffalo Sabres (von Vancouver Canucks)    | Niagara Falls Thunder (OHL)              |
| 15. | Jeff Ware              | Kanada             | D        | Toronto Maple Leafs                       | Oshawa Generals (OHL)                    |
| 16. | Martin Biron           | Kanada             | G        | Buffalo Sabres                            | Harfangs de Beauport (LHJMQ)             |
| 17. | Brad Church            | Kanada             | LW       | Washington Capitals                       | Prince Albert Raiders (WHL)              |
| 18. | Petr Sýkora            | Tschechien         | RW       | New Jersey Devils                         | Detroit Vipers (IHL)                     |
| 19. | Dmitri Nabokow         | Russland           | C        | Chicago Blackhawks                        | Krylja Sowetow Moskau (MHL)              |
| 20. | Denis Gauthier         | Kanada             | D        | Calgary Flames                            | Voltigeurs de Drummondville (LHJMQ)      |
| 21. | Sean Brown             | Kanada             | D        | Boston Bruins                             | Belleville Bulls (OHL)                   |
| 22. | Brian Boucher          | Vereinigte Staaten | G        | Philadelphia Flyers                       | Tri-City Americans (WHL)                 |
| 23. | Miika Elomo            | Finnland           | LW       | Washington Capitals (von St. Louis Blues) | TPS Turku (SM-liiga)                     |
| 24. | Alexei Morosow         | Russland           | RW       | Pittsburgh Penguins                       | Krylja Sowetow Moskau (MHL)              |
| 25. | Marc Denis             | Kanada             | G        | Colorado Avalanche                        | Saguenéens de Chicoutimi (LHJMQ)         |
| 26. | Maxim Kusnezow         | Russland           | D        | Detroit Red Wings                         | Dynamo Moskau (MHL)                      |

### Runde 2
| #   | Spieler            | Nationalität       | Position | NHL-Team                                     | College-/Junioren-/Profi-Team                |
| --- | ------------------ | ------------------ | -------- | -------------------------------------------- | -------------------------------------------- |
| 27. | Marc Moro          | Kanada             | D        | Ottawa Senators                              | Kingston Frontenacs (OHL)                    |
| 28. | Jan Hlaváč         | Tschechien         | LW       | New York Islanders                           | HC Sparta Prag (tschech. Extraliga)          |
| 29. | Brian Wesenberg    | Kanada             | RW       | Mighty Ducks of Anaheim                      | Guelph Storm (OHL)                           |
| 30. | Mike McBain        | Kanada             | D        | Tampa Bay Lightning                          | Red Deer Rebels (WHL)                        |
| 31. | Georges Laraque    | Kanada             | RW       | Edmonton Oilers                              | Lynx de Saint-Jean (LHJMQ)                   |
| 32. | Marc Chouinard     | Kanada             | C        | Winnipeg Jets                                | Harfangs de Beauport (LHJMQ)                 |
| 33. | Donald MacLean     | Kanada             | C        | Los Angeles Kings                            | Harfangs de Beauport (LHJMQ)                 |
| 34. | Jason Doig         | Kanada             | D        | Winnipeg Jets (von Canadiens de Montréal)    | Titan Collège Français de Laval (LHJMQ)      |
| 35. | Sergei Fedotow     | Russland           | D        | Hartford Whalers                             | Dynamo Moskau (MHL)                          |
| 36. | Aaron MacDonald    | Kanada             | G        | Florida Panthers                             | Swift Current Broncos (WHL)                  |
| 37. | Patrick Côté       | Kanada             | LW       | Dallas Stars                                 | Harfangs de Beauport (LHJMQ)                 |
| 38. | Peter Roed         | Vereinigte Staaten | C        | San Jose Sharks                              | White Bear Lake High (US High School)        |
| 39. | Christian Dubé     | Kanada             | C        | New York Rangers                             | Faucons de Sherbrooke (LHJMQ)                |
| 40. | Chris McAllister   | Kanada             | D        | Vancouver Canucks                            | Saskatoon Blades (WHL)                       |
| 41. | D. J. Smith        | Kanada             | D        | New York Islanders (von Toronto Maple Leafs) | Windsor Spitfires (OHL)                      |
| 42. | Mark Dutiaume      | Kanada             | LW       | Buffalo Sabres                               | Brandon Wheat Kings (WHL)                    |
| 43. | Dwayne Hay         | Kanada             | LW       | Washington Capitals                          | Guelph Storm (OHL)                           |
| 44. | Nathan Perrott     | Kanada             | RW       | New Jersey Devils                            | Oshawa Generals (OHL)                        |
| 45. | Christian Laflamme | Kanada             | D        | Chicago Blackhawks                           | Harfangs de Beauport (LHJMQ)                 |
| 46. | Pawel Smirnow      | Russland           | C        | Calgary Flames                               | Molot Perm (MHL)                             |
| 47. | Paxton Schafer     | Kanada             | G        | Boston Bruins                                | Medicine Hat Tigers (WHL)                    |
| 48. | Shane Kenny        | Kanada             | D        | Philadelphia Flyers                          | Owen Sound Platers (OHL)                     |
| 49. | Jochen Hecht       | Deutschland        | C        | St. Louis Blues                              | Adler Mannheim (DEL)                         |
| 50. | Pavel Rosa         | Tschechien         | RW       | Los Angeles Kings (von Pittsburgh Penguins)  | HC Chemopetrol Litvínov (tschech. Extraliga) |
| 51. | Nic Beaudoin       | Kanada             | LW       | Colorado Avalanche                           | Detroit Junior Red Wings (OHL)               |
| 52. | Philippe Audet     | Kanada             | LW       | Detroit Red Wings                            | Bisons de Granby (LHJMQ)                     |

### Runde 3
| #   | Spieler                | Nationalität       | Position | NHL-Team                                                        | College-/Junioren-/Profi-Team            |
| --- | ---------------------- | ------------------ | -------- | --------------------------------------------------------------- | ---------------------------------------- |
| 53. | Brad Larsen            | Kanada             | LW       | Ottawa Senators                                                 | Swift Current Broncos (WHL)              |
| 54. | Ryan Pepperall         | Kanada             | RW       | Toronto Maple Leafs (von New York Islanders)                    | Kitchener Rangers (OHL)                  |
| 55. | Mike Leclerc           | Kanada             | LW       | Mighty Ducks of Anaheim                                         | Brandon Wheat Kings (WHL)                |
| 56. | Shane Willis           | Kanada             | RW       | Tampa Bay Lightning                                             | Prince Albert Raiders (WHL)              |
| 57. | Lukáš Zíb              | Tschechien         | D        | Edmonton Oilers                                                 | HC České Budějovice (tschech. Extraliga) |
| 58. | Darryl Laplante        | Kanada             | C        | Detroit Red Wings (von Winnipeg Jets)                           | Moose Jaw Warriors (WHL)                 |
| 59. | Uladsimir Zyplakou     | Belarus            | LW       | Los Angeles Kings                                               | Fort Wayne Komets (IHL)                  |
| 60. | Miloslav Gureň         | Tschechien         | D        | Canadiens de Montréal                                           | AC ZPS Zlín (tschech. Extraliga)         |
| 61. | Larry Courville        | Kanada             | LW       | Vancouver Canucks (von Hartford Whalers via Chicago Blackhawks) | Oshawa Generals (OHL)                    |
| 62. | Mike O’Grady           | Kanada             | D        | Florida Panthers                                                | Lethbridge Hurricanes (WHL)              |
| 63. | Petr Buzek             | Tschechien         | D        | Dallas Stars                                                    | Dukla Jihlava (tschech. Extraliga)       |
| 64. | Marko Mäkinen          | Finnland           | RW       | San Jose Sharks                                                 | TPS Turku U20 (Nuorten SM-liiga)         |
| 65. | Mike Martin            | Kanada             | D        | New York Rangers                                                | Windsor Spitfires (OHL)                  |
| 66. | Peter Schaefer         | Kanada             | LW       | Vancouver Canucks                                               | Brandon Wheat Kings (WHL)                |
| 67. | Brad Isbister          | Kanada             | LW       | Winnipeg Jets (von Toronto Maple Leafs)                         | Portland Winter Hawks (WHL)              |
| 68. | Mathieu Sunderland     | Kanada             | RW       | Buffalo Sabres                                                  | Voltigeurs de Drummondville (LHJMQ)      |
| 69. | Sergei Gussew          | Russland           | D        | Dallas Stars (von Washington Capitals via Winnipeg Jets)        | ZSK WWS Samara (MHL)                     |
| 70. | Sergei Wyschedkewitsch | Russland           | D        | New Jersey Devils                                               | Dynamo Moskau (MHL)                      |
| 71. | Kevin McKay            | Kanada             | D        | Chicago Blackhawks (von Chicago Blackhawks via Winnipeg Jets)   | Moose Jaw Warriors (WHL)                 |
| 72. | Rocky Thompson         | Kanada             | D        | Calgary Flames                                                  | Medicine Hat Tigers (WHL)                |
| 73. | Bill McCauley          | Vereinigte Staaten | C        | Boston Bruins                                                   | Detroit Junior Red Wings (OHL)           |
| 74. | Martin Hohenberger     | Osterreich         | LW       | Canadiens de Montréal (von Philadelphia Flyers)                 | Prince George Cougars (WHL)              |
| 75. | Scott Roche            | Kanada             | G        | St. Louis Blues                                                 | North Bay Centennials (OHL)              |
| 76. | Jean-Sébastien Aubin   | Kanada             | G        | Pittsburgh Penguins                                             | Faucons de Sherbrooke (LHJMQ)            |
| 77. | John Tripp             | Kanada             | RW       | Colorado Avalanche                                              | Oshawa Generals (OHL)                    |
| 78. | David Gosselin         | Kanada             | RW       | New Jersey Devils (von Detroit Red Wings)                       | Faucons de Sherbrooke (LHJMQ)            |

### Runde 4
| #    | Spieler               | Nationalität | Position | NHL-Team                                                                 | College-/Junioren-/Profi-Team              |
| ---- | --------------------- | ------------ | -------- | ------------------------------------------------------------------------ | ------------------------------------------ |
| 79.  | Alyn McCauley         | Kanada       | C        | New Jersey Devils (von Ottawa Senators)                                  | Ottawa 67’s (OHL)                          |
| 80.  | Dave Duerden          | Kanada       | LW       | Florida Panthers (von New York Islanders)                                | Peterborough Petes (OHL)                   |
| 81.  | Tomi Kallio           | Finnland     | LW       | Colorado Avalanche (von Mighty Ducks of Anaheim)                         | Kiekko-67 (I-divisioona)                   |
| 82.  | Chris Van Dyk         | Kanada       | D        | Chicago Blackhawks (von Tampa Bay Lightning via Mighty Ducks of Anaheim) | Windsor Spitfires (OHL)                    |
| 83.  | Mike Minard           | Kanada       | G        | Edmonton Oilers                                                          | Chilliwack Chiefs (BCHL)                   |
| 84.  | Justin Kurtz          | Kanada       | D        | Winnipeg Jets                                                            | Brandon Wheat Kings (WHL)                  |
| 85.  | Ian MacNeil           | Kanada       | C        | Hartford Whalers (von Los Angeles Kings)                                 | Oshawa Generals (OHL)                      |
| 86.  | Jonathan Delisle      | Kanada       | RW       | Canadiens de Montréal                                                    | Olympiques de Hull (LHJMQ)                 |
| 87.  | Sami Kapanen          | Finnland     | RW       | Hartford Whalers                                                         | HIFK Helsinki (SM-liiga)                   |
| 88.  | Daniel Tjärnqvist     | Schweden     | D        | Florida Panthers                                                         | Rögle BK (Elitserien)                      |
| 89.  | Kevin Bolibruck       | Kanada       | D        | Ottawa Senators (von Dallas Stars via Florida Panthers)                  | Peterborough Petes (OHL)                   |
| 90.  | Vesa Toskala          | Finnland     | G        | San Jose Sharks                                                          | Ilves Tampere U20 (Nuorten SM-liiga)       |
| 91.  | Marc Savard           | Kanada       | C        | New York Rangers                                                         | Oshawa Generals (OHL)                      |
| 92.  | Lloyd Shaw            | Kanada       | D        | Vancouver Canucks                                                        | Seattle Thunderbirds (WHL)                 |
| 93.  | Sébastien Charpentier | Kanada       | G        | Washington Capitals (von Toronto Maple Leafs)                            | Titan Collège Français de Laval (LHJMQ)    |
| 94.  | Matt Davidson         | Kanada       | RW       | Buffalo Sabres                                                           | Portland Winter Hawks (WHL)                |
| 95.  | Joël Thériault        | Kanada       | D        | Washington Capitals                                                      | Harfangs de Beauport (LHJMQ)               |
| 96.  | Henrik Rehnberg       | Schweden     | D        | New Jersey Devils                                                        | Färjestad BK U20 (J20 SuperElit)           |
| 97.  | Pavel Kříž            | Tschechien   | D        | Chicago Blackhawks                                                       | Tri-City Americans (WHL)                   |
| 98.  | Jan Labraaten         | Schweden     | LW       | Calgary Flames                                                           | Färjestad BK (Elitserien)                  |
| 99.  | Cameron Mann          | Kanada       | RW       | Boston Bruins                                                            | Peterborough Petes (OHL)                   |
| 100. | Radovan Somík         | Slowakei     | RW       | Philadelphia Flyers (von Philadelphia Flyers via Tampa Bay Lightning)    | MHC Martin (slowak. Extraliga)             |
| 101. | Michal Handzuš        | Slowakei     | C        | St. Louis Blues                                                          | ŠK Iskra Banská Bystrica (slowak. 1. Liga) |
| 102. | Oleg Below            | Russland     | RW       | Pittsburgh Penguins                                                      | ZSKA Moskau (MHL)                          |
| 103. | Kevin Boyd            | Kanada       | LW       | Ottawa Senators (von Colorado Avalanche)                                 | London Knights (OHL)                       |
| 104. | Anatoli Ustjugow      | Russland     | LW       | Detroit Red Wings                                                        | Torpedo Jaroslawl (MHL)                    |

### Runde 5
| #    | Spieler                 | Nationalität       | Position | NHL-Team | College-/Junioren-/Profi-Team                |
| ---- | ----------------------- | ------------------ | -------- | --- | -------------------------------------------- |
| 105. | Benoît Gratton          | Kanada             | C        | Washington Capitals (von Ottawa Senators)                                                                      | Titan Collège Français de Laval (LHJMQ)      |
| 106. | Vladimír Országh        | Slowakei           | RW       | New York Islanders                                                                                             | ŠK Iskra Banská Bystrica (slowak. 1. Liga)   |
| 107. | Igor Nikulin            | Russland           | RW       | Mighty Ducks of Anaheim                                                                                        | Sewerstal Tscherepowez (MHL)                 |
| 108. | Konstantin Golochwastow | Russland           | RW       | Tampa Bay Lightning (von Tampa Bay Lightning via St. Louis Blues, Tampa Bay Lightning und Washington Capitals) | Dynamo Moskau (MHL)                          |
| 109. | Jan Snopek              | Tschechien         | D        | Edmonton Oilers                                                                                                | Oshawa Generals (OHL)                        |
| 110. | Alexei Wassiljew        | Russland           | D        | New York Rangers (von Winnipeg Jets)                                                                           | Torpedo Jaroslawl (MHL)                      |
| 111. | Marian Meňhart          | Tschechien         | D        | Buffalo Sabres (von Los Angeles Kings)                                                                         | HC Chemopetrol Litvínov U18 (Tschechien U18) |
| 112. | Niklas Anger            | Schweden           | RW       | Canadiens de Montréal                                                                                          | Djurgårdens IF (J20 SuperElit)               |
| 113. | Hugh Hamilton           | Kanada             | D        | Hartford Whalers                                                                                               | Spokane Chiefs (WHL)                         |
| 114. | François Cloutier       | Kanada             | LW       | Florida Panthers                                                                                               | Olympiques de Hull (LHJMQ)                   |
| 115. | Wade Strand             | Kanada             | D        | Dallas Stars                                                                                                   | Regina Pats (WHL)                            |
| 116. | Miikka Kiprusoff        | Finnland           | G        | San Jose Sharks                                                                                                | TPS Turku (SM-liiga)                         |
| 117. | Dale Purinton           | Vereinigte Staaten | D        | New York Rangers                                                                                               | Tacoma Rockets (WHL)                         |
| 118. | Jason Morgan            | Kanada             | C        | Los Angeles Kings (von Vancouver Canucks via Dallas Stars)                                                     | Kingston Frontenacs (OHL)                    |
| 119. | Kevin Popp              | Kanada             | D        | Buffalo Sabres (von Toronto Maple Leafs)                                                                       | Seattle Thunderbirds (WHL)                   |
| 120. | Todd Norman             | Kanada             | LW       | Vancouver Canucks (von Buffalo Sabres)                                                                         | Guelph Storm (OHL)                           |
| 121. | Brian Elder             | Kanada             | G        | Winnipeg Jets (von Washington Capitals)                                                                        | Brandon Wheat Kings (WHL)                    |
| 122. | Chris Mason             | Kanada             | G        | New Jersey Devils                                                                                              | Prince George Cougars (WHL)                  |
| 123. | Daniel Bienvenue        | Kanada             | LW       | Buffalo Sabres (von Chicago Blackhawks)                                                                        | Foreurs de Val-d’Or (LHJMQ)                  |
| 124. | Joel Cort               | Kanada             | D        | Washington Capitals (von Calgary Flames)                                                                       | Guelph Storm (OHL)                           |
| 125. | Chad Wilchynski         | Kanada             | D        | Detroit Red Wings (von Boston Bruins)                                                                          | Regina Pats (WHL)                            |
| 126. | Dave Arsenault          | Kanada             | G        | Detroit Red Wings (von Philadelphia Flyers)                                                                    | Voltigeurs de Drummondville (LHJMQ)          |
| 127. | Jeff Ambrosio           | Kanada             | LW       | St. Louis Blues                                                                                                | Belleville Bulls (OHL)                       |
| 128. | Jan Hrdina              | Tschechien         | C        | Pittsburgh Penguins                                                                                            | Seattle Thunderbirds (WHL)                   |
| 129. | Brent Johnson           | Vereinigte Staaten | G        | Colorado Avalanche                                                                                             | Owen Sound Platers (OHL)                     |
| 130. | Michal Broš             | Tschechien         | C        | San Jose Sharks (von Detroit Red Wings)                                                                        | HC Olomouc U20 (Tschechien U20)              |

### Runde 6
| #    | Spieler            | Nationalität       | Position | NHL-Team                                                          | College-/Junioren-/Profi-Team           |
| ---- | ------------------ | ------------------ | -------- | ----------------------------------------------------------------- | --------------------------------------- |
| 131. | David Hruška       | Tschechien         | RW       | Ottawa Senators                                                   | HC Baník Sokolov (tschech. 1. Liga)     |
| 132. | Dmitri Tertyschny  | Russland           | D        | Philadelphia Flyers (von New York Islanders)                      | Traktor Tscheljabinsk (MHL)             |
| 133. | Peter Leboutillier | Kanada             | RW       | Mighty Ducks of Anaheim                                           | Red Deer Rebels (WHL)                   |
| 134. | Eduard Perschin    | Russland           | C        | Tampa Bay Lightning                                               | Dynamo Moskau (MHL)                     |
| 135. | Jamie Sokolsky     | Kanada             | D        | Philadelphia Flyers (von Edmonton Oilers)                         | Belleville Bulls (OHL)                  |
| 136. | Sylvain Daigle     | Kanada             | G        | Winnipeg Jets                                                     | Cataractes de Shawinigan (LHJMQ)        |
| 137. | Igor Meljakow      | Russland           | LW       | Los Angeles Kings                                                 | Torpedo Jaroslawl (MHL)                 |
| 138. | Boyd Olson         | Kanada             | C        | Canadiens de Montréal                                             | Tri-City Americans (WHL)                |
| 139. | Doug Bonner        | Vereinigte Staaten | G        | Toronto Maple Leafs (von Hartford Whalers)                        | Seattle Thunderbirds (WHL)              |
| 140. | Timo Hakanen       | Finnland           | C        | San Jose Sharks (von Florida Panthers)                            | Ässät Pori U20 (Nuorten SM-liiga)       |
| 141. | Dominic Marleau    | Kanada             | D        | Dallas Stars                                                      | Tigres de Victoriaville (LHJMQ)         |
| 142. | Jaroslav Kudrna    | Tschechien         | LW       | San Jose Sharks                                                   | Penticton Panthers (BCHL)               |
| 143. | Peter Slamiar      | Slowakei           | LW       | New York Rangers                                                  | HKm Zvolen U20 (Slowakei U20)           |
| 144. | Brent Sopel        | Kanada             | D        | Vancouver Canucks                                                 | Swift Current Broncos (WHL)             |
| 145. | Yannick Tremblay   | Kanada             | D        | Toronto Maple Leafs                                               | Harfangs de Beauport (LHJMQ)            |
| 146. | Marc Magliarditi   | Vereinigte Staaten | G        | Chicago Blackhawks (von Buffalo Sabres)                           | Des Moines Buccaneers (USHL)            |
| 147. | Frédérick Jobin    | Kanada             | D        | Washington Capitals                                               | Titan Collège Français de Laval (LHJMQ) |
| 148. | Adam Young         | Kanada             | D        | New Jersey Devils                                                 | Windsor Spitfires (OHL)                 |
| 149. | Marty Wilford      | Kanada             | D        | Chicago Blackhawks                                                | Oshawa Generals (OHL)                   |
| 150. | Clarke Wilm        | Kanada             | C        | Calgary Flames                                                    | Saskatoon Blades (WHL)                  |
| 151. | Jewgeni Schaldybin | Russland           | D        | Boston Bruins                                                     | Torpedo Jaroslawl (MHL)                 |
| 152. | Martin Špaňhel     | Tschechien         | LW       | Philadelphia Flyers                                               | AC ZPS Zlín (tschech. Extraliga)        |
| 153. | Denis Hamel        | Kanada             | LW       | St. Louis Blues (von St. Louis Blues via Mighty Ducks of Anaheim) | Saguenéens de Chicoutimi (LHJMQ)        |
| 154. | Alexei Kolkunow    | Russland           | C        | Pittsburgh Penguins                                               | Krylja Sowetow Moskau (MHL)             |
| 155. | John Cirjak        | Kanada             | C        | Colorado Avalanche                                                | Spokane Chiefs (WHL)                    |
| 156. | Tyler Perry        | Kanada             | C        | Detroit Red Wings                                                 | Seattle Thunderbirds (WHL)              |

### Runde 7
| #    | Spieler               | Nationalität       | Position | NHL-Team                                | College-/Junioren-/Profi-Team              |
| ---- | --------------------- | ------------------ | -------- | --------------------------------------- | ------------------------------------------ |
| 157. | Benoît Larose         | Kanada             | D        | Los Angeles Kings (von Ottawa Senators) | Faucons de Sherbrooke (LHJMQ)              |
| 158. | Andrew Taylor         | Kanada             | LW       | New York Islanders                      | Detroit Junior Red Wings (OHL)             |
| 159. | Mike LaPlante         | Kanada             | D        | Mighty Ducks of Anaheim                 | Calgary Royals (AJHL)                      |
| 160. | Cory Murphy           | Kanada             | D        | Tampa Bay Lightning                     | Sault Ste. Marie Greyhounds (OHL)          |
| 161. | Martin Červeň         | Slowakei           | C        | Edmonton Oilers                         | Dukla Trenčín U20 (Slowakei U20)           |
| 162. | Paul Traynor          | Kanada             | D        | Winnipeg Jets                           | Kitchener Rangers (OHL)                    |
| 163. | Juha Vuorivirta       | Finnland           | C        | Los Angeles Kings                       | Tappara Tampere (SM-liiga)                 |
| 164. | Stéphane Robidas      | Kanada             | D        | Canadiens de Montréal                   | Cataractes de Shawinigan (LHJMQ)           |
| 165. | Byron Ritchie         | Kanada             | C        | Hartford Whalers                        | Lethbridge Hurricanes (WHL)                |
| 166. | Peter Worrell         | Kanada             | LW       | Florida Panthers                        | Olympiques de Hull (LHJMQ)                 |
| 167. | Brad Mehalko          | Kanada             | RW       | San Jose Sharks (von Dallas Stars)      | Lethbridge Hurricanes (WHL)                |
| 168. | Robert Jindřich       | Tschechien         | D        | San Jose Sharks                         | HC Škoda Plzeň (tschech. Extraliga)        |
| 169. | Jeff Heil             | Vereinigte Staaten | G        | New York Rangers                        | University of Wisconsin-River Falls (NCAA) |
| 170. | Stewart Bodtker       | Kanada             | C        | Vancouver Canucks                       | Colorado College (NCAA)                    |
| 171. | Marek Melenovský      | Tschechien         | C        | Toronto Maple Leafs                     | HC Dukla Jihlava (tschech. Extraliga)      |
| 172. | Brian Scott           | Kanada             | LW       | Buffalo Sabres                          | Kitchener Rangers (OHL)                    |
| 173. | Jeff Dewar            | Kanada             | RW       | Dallas Stars (von Washington Capitals)  | Moose Jaw Warriors (WHL)                   |
| 174. | Richard Rochefort     | Kanada             | C        | New Jersey Devils                       | Sudbury Wolves (OHL)                       |
| 175. | Steve Tardif          | Kanada             | C        | Chicago Blackhawks                      | Voltigeurs de Drummondville (LHJMQ)        |
| 176. | Ryan Gillis           | Kanada             | D        | Calgary Flames                          | North Bay Centennials (OHL)                |
| 177. | Per Johan Axelsson    | Schweden           | LW       | Boston Bruins                           | Västra Frölunda (Elitserien)               |
| 178. | Martin Streit         | Tschechien         | RW       | Philadelphia Flyers                     | HC Olomouc U20 (Tschechien U20)            |
| 179. | Jean-Luc Grand-Pierre | Kanada             | D        | St. Louis Blues                         | Foreurs de Val-d’Or (LHJMQ)                |
| 180. | Derrick Pyke          | Kanada             | RW       | Pittsburgh Penguins                     | Halifax Mooseheads (LHJMQ)                 |
| 181. | Dan Smith             | Kanada             | D        | Colorado Avalanche                      | University of British Columbia (CIAU)      |
| 182. | Per Eklund            | Schweden           | RW       | Detroit Red Wings                       | Djurgårdens IF (Elitserien)                |

### Runde 8
| #    | Spieler              | Nationalität       | Position | NHL-Team                                                   | College-/Junioren-/Profi-Team        |
| ---- | -------------------- | ------------------ | -------- | ---------------------------------------------------------- | ------------------------------------ |
| 183. | Kaj Linna            | Finnland           | D        | Ottawa Senators                                            | Boston University (NCAA)             |
| 184. | Ray Schultz          | Kanada             | D        | Ottawa Senators (von New York Islanders via Boston Bruins) | Tri-City Americans (WHL)             |
| 185. | Ihor Karpenko        | Ukraine            | G        | Mighty Ducks of Anaheim                                    | HK Sokol Kiew (MHL)                  |
| 186. | Joe Cardarelli       | Kanada             | LW       | Tampa Bay Lightning                                        | Spokane Chiefs (WHL)                 |
| 187. | Stephen Douglas      | Kanada             | D        | Edmonton Oilers                                            | Niagara Falls Thunder (OHL)          |
| 188. | Jaroslav Obšut       | Slowakei           | D        | Winnipeg Jets                                              | North Battleford North Stars (SJHL)  |
| 189. | Fredrik Lovén        | Schweden           | C        | Winnipeg Jets (von Los Angeles Kings)                      | Djurgårdens IF U20 (J20 SuperElit)   |
| 190. | Greg Hart            | Kanada             | RW       | Canadiens de Montréal                                      | Kamloops Blazers (WHL)               |
| 191. | Milan Kostolný       | Slowakei           | RW       | Hartford Whalers                                           | Detroit Junior Red Wings (OHL)       |
| 192. | Filip Kuba           | Tschechien         | D        | Florida Panthers                                           | HC Vítkovice (tschech. Extraliga)    |
| 193. | Anatoli Koweschnikow | Russland           | RW       | Dallas Stars                                               | HK Sokol Kiew (MHL)                  |
| 194. | Ryan Kraft           | Vereinigte Staaten | C        | San Jose Sharks                                            | University of Minnesota (NCAA)       |
| 195. | Ilja Gorochow        | Russland           | D        | New York Rangers                                           | Torpedo Jaroslawl (MHL)              |
| 196. | Tyler Willis         | Kanada             | RW       | Vancouver Canucks                                          | Swift Current Broncos (WHL)          |
| 197. | Mark Murphy          | Vereinigte Staaten | LW       | Toronto Maple Leafs                                        | Stratford Cullitons (MWJHL)          |
| 198. | Mike Zanutto         | Kanada             | C        | Buffalo Sabres                                             | Oshawa Generals (OHL)                |
| 199. | Wassili Turkowski    | Russland           | D        | Washington Capitals                                        | ZSKA Moskau (MHL)                    |
| 200. | Frederic Henry       | Kanada             | G        | New Jersey Devils                                          | Bisons de Granby (LHJMQ)             |
| 201. | Casey Hankinson      | Vereinigte Staaten | LW       | Chicago Blackhawks                                         | University of Minnesota (NCAA)       |
| 202. | Sergei Lutschinkin   | Russland           | C        | Dallas Stars (von Calgary Flames)                          | Dynamo Moskau (MHL)                  |
| 203. | Sergei Schukow       | Russland           | D        | Boston Bruins                                              | Torpedo Jaroslawl (MHL)              |
| 204. | Ruslan Schafikow     | Russland           | C        | Philadelphia Flyers                                        | Salawat Julajew Ufa (MHL)            |
| 205. | Derek Bekar          | Kanada             | LW       | St. Louis Blues                                            | Powell River Paper Kings (BCHL)      |
| 206. | Sergei Woronow       | Russland           | D        | Pittsburgh Penguins                                        | Dynamo Moskau (MHL)                  |
| 207. | Tomi Hirvonen        | Finnland           | C        | Colorado Avalanche                                         | Ilves Tampere U20 (Nuorten SM-liiga) |
| 208. | Andrei Samochwalow   | Kasachstan         | RW       | Detroit Red Wings                                          | Torpedo Ust-Kamenogorsk (MHL)        |

### Runde 9
| #    | Spieler          | Nationalität       | Position | NHL-Team                                         | College-/Junioren-/Profi-Team            |
| ---- | ---------------- | ------------------ | -------- | ------------------------------------------------ | ---------------------------------------- |
| 209. | Libor Zábranský  | Tschechien         | D        | St. Louis Blues (von Ottawa Senators)            | HC České Budějovice (tschech. Extraliga) |
| 210. | David MacDonald  | Kanada             | G        | New York Islanders                               | Sudbury Wolves (OHL)                     |
| 211. | Mike Broda       | Kanada             | LW       | New York Islanders (von Mighty Ducks of Anaheim) | Moose Jaw Warriors (WHL)                 |
| 212. | Zac Bierk        | Kanada             | G        | Tampa Bay Lightning                              | Peterborough Petes (OHL)                 |
| 213. | Jiří Antonín     | Tschechien         | D        | Edmonton Oilers                                  | HC Pardubice (tschech. Extraliga)        |
| 214. | Rob Deciantis    | Kanada             | C        | Winnipeg Jets                                    | Kitchener Rangers (OHL)                  |
| 215. | Brian Stewart    | Kanada             | D        | Los Angeles Kings                                | Sault Ste. Marie Greyhounds (OHL)        |
| 216. | Éric Houde       | Kanada             | C        | Canadiens de Montréal                            | Halifax Mooseheads (LHJMQ)               |
| 217. | Mike Rucinski    | Vereinigte Staaten | D        | Hartford Whalers                                 | Detroit Junior Red Wings (OHL)           |
| 218. | David Lemanowicz | Kanada             | G        | Florida Panthers                                 | Spokane Chiefs (WHL)                     |
| 219. | Stephen Lowe     | Kanada             | C        | Dallas Stars                                     | Sault Ste. Marie Greyhounds (OHL)        |
| 220. | Mikko Markkanen  | Finnland           | RW       | San Jose Sharks                                  | TPS Turku U20 (Nuorten SM-liiga)         |
| 221. | Bob Maudie       | Kanada             | C        | New York Rangers                                 | Kamloops Blazers (WHL)                   |
| 222. | Jason Cugnet     | Kanada             | G        | Vancouver Canucks                                | Kelowna Spartans (BCHL)                  |
| 223. | Daniil Markow    | Russland           | D        | Toronto Maple Leafs                              | Spartak Moskau (MHL)                     |
| 224. | Rob Skrlac       | Kanada             | LW       | Buffalo Sabres                                   | Kamloops Blazers (WHL)                   |
| 225. | Scott Swanson    | Vereinigte Staaten | D        | Washington Capitals                              | Omaha Lancers (USHL)                     |
| 226. | Colin O’Hara     | Kanada             | D        | New Jersey Devils                                | Winnipeg Blues (MJHL)                    |
| 227. | Mike Pittman     | Kanada             | C        | Chicago Blackhawks                               | Guelph Storm (OHL)                       |
| 228. | Chris George     | Kanada             | RW       | Colorado Avalanche (von Calgary Flames)          | Sarnia Sting (OHL)                       |
| 229. | Jonathan Murphy  | Kanada             | D        | Boston Bruins                                    | Peterborough Petes (OHL)                 |
| 230. | Jeff Lank        | Kanada             | D        | Philadelphia Flyers                              | Prince Albert Raiders (WHL)              |
| 231. | Erik Kaminski    | Vereinigte Staaten | RW       | Ottawa Senators (von St. Louis Blues)            | Cleveland Barons (NAHL)                  |
| 232. | Frank Ivankovic  | Kanada             | G        | Pittsburgh Penguins                              | Oshawa Generals (OHL)                    |
| 233. | Steve Shirreffs  | Vereinigte Staaten | D        | Calgary Flames (von Colorado Avalanche)          | Hotchkiss Academy (US High School)       |
| 234. | David Engblom    | Schweden           | C        | Detroit Red Wings                                | Vallentuna BK (Division 1)               |

## Statistik
| Rang | Nationalität       | Anzahl |
| ---- | ------------------ | ------ |
|      | Nordamerika        | 155    |
| 1.   | Kanada             | 139    |
| 4.   | Vereinigte Staaten | 16     |
|      | Europa             | 79     |
| 2.   | Russland           | 25     |
| 3.   | Tschechien         | 21     |
| 5.   | Finnland           | 13     |
| 6.   | Schweden           | 8      |
| 7.   | Slowakei           | 7      |
| 8.   | Deutschland        | 1      |
| 8.   | Kasachstan         | 1      |
| 8.   | Österreich         | 1      |
| 8.   | Ukraine            | 1      |
| 8.   | Belarus            | 1      |

| Rang | Position             | Anzahl |
| ---- | -------------------- | ------ |
| 1.   | Verteidiger          | 80     |
| 2.   | Center               | 45     |
| 3.   | linke Flügelstürmer  | 41     |
| 4.   | rechte Flügelstürmer | 41     |
| 5.   | Torhüter             | 27     |

| Rang | Liga                                            | Anzahl |
| ---- | ----------------------------------------------- | ------ |
| 1.   | Western Hockey League (WHL)                     | 55     |
| 2.   | Ontario Hockey League (OHL)                     | 54     |
| 3.   | Ligue de hockey junior majeur du Québec (LHJMQ) | 35     |
| 4.   | Internationale Hockey-Liga (MHL)                | 27     |
| 5.   | Tschechische Extraliga                          | 12     |
| 6.   | SM-liiga                                        | 6      |
| 7.   | National Collegiate Athletic Association (NCAA) | 5      |
| 7.   | Nuorten SM-liiga                                | 5      |
| 9.   | British Columbia Hockey League (BCHL)           | 4      |
| 9.   | Elitserien                                      | 4      |
| 11.  | J20 SuperElit                                   | 3      |
| 12.  | International Hockey League (IHL)               | 2      |
| 12.  | Slowakei U20                                    | 2      |
| 12.  | Slowakische 1. Liga                             | 2      |
| 12.  | Tschechien U20                                  | 2      |
| 12.  | United States Hockey League (USHL)              | 2      |
| 12.  | US High School                                  | 2      |
| 18.  | I-divisioona                                    | 1      |
| 18.  | Alberta Junior Hockey League (AJHL)             | 1      |
| 18.  | Canadian Interuniversity Athletics Union (CIAU) | 1      |
| 18.  | Deutsche Eishockey Liga (DEL)                   | 1      |
| 18.  | Division 1                                      | 1      |
| 18.  | Manitoba Junior Hockey League (MJHL)            | 1      |
| 18.  | Mid-Western Junior Hockey League (MWJHL)        | 1      |
| 18.  | North American Hockey League (NAHL)             | 1      |
| 18.  | Saskatchewan Junior Hockey League (SJHL)        | 1      |
| 18.  | Slowakische Extraliga                           | 1      |
| 18.  | Tschechien U18                                  | 1      |
| 18.  | Tschechische 1. Liga                            | 1      |

## Rückblick

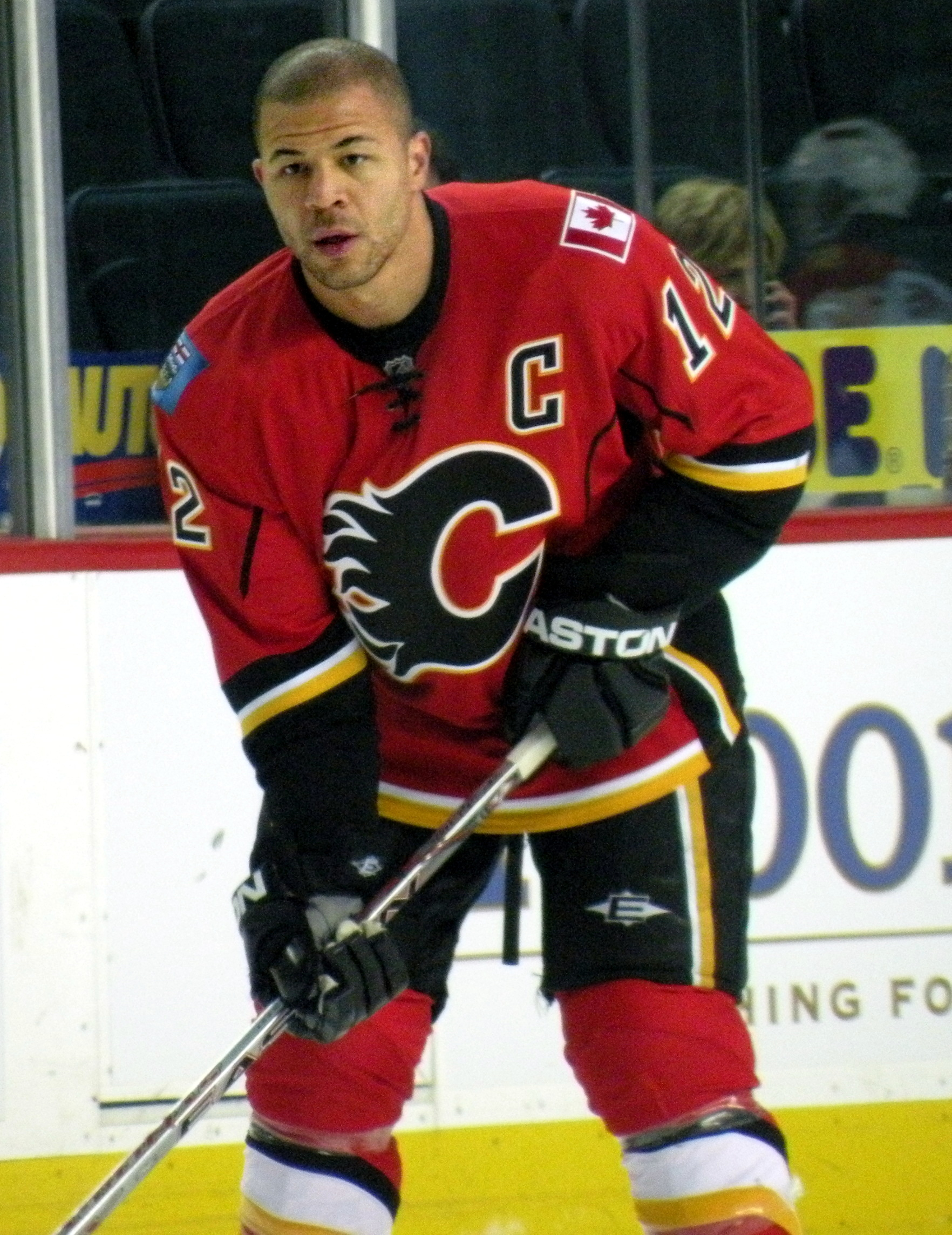
Jarome Iginla, statistisch bester Spieler dieses Jahrgangs

Alle Spieler dieses Draft-Jahrgangs haben ihre Profikarrieren beendet. Die Tabellen zeigen die jeweils fünf besten Akteure in den Kategorien Spiele, Tore, Vorlagen und Scorerpunkte sowie die fünf Torhüter mit den meisten Siegen in der NHL. Darüber hinaus haben 112 der 234 gewählten Spieler (ca. 48 %) mindestens eine NHL-Partie bestritten.
Abkürzungen: Sp = Spiele, T = Tore, V = Assists, Pkt = Scorerpunkte, S = Siege; Fett: Bestwert
| Pick | Spieler         | Position | Sp   | T   | V   | Pkt  |
| ---- | --------------- | -------- | ---- | --- | --- | ---- |
| 11.  | Jarome Iginla   | RW       | 1554 | 625 | 675 | 1300 |
| 7.   | Shane Doan      | RW       | 1540 | 402 | 570 | 972  |
| 18.  | Petr Sýkora     | RW       | 1017 | 323 | 398 | 721  |
| 91.  | Marc Savard     | C        | 807  | 207 | 499 | 706  |
| 5.   | Daymond Langkow | C        | 1090 | 270 | 402 | 672  |
| 10.  | Radek Dvořák    | RW       | 1260 | 227 | 363 | 590  |
| 2.   | Wade Redden     | D        | 1023 | 109 | 348 | 457  |

| Pick | Spieler                | Sp  | S   |
| ---- | ---------------------- | --- | --- |
| 116. | Miikka Kiprusoff       | 623 | 319 |
| 13.  | Jean-Sébastien Giguère | 597 | 262 |
| 16.  | Martin Biron           | 508 | 230 |
| 129. | Brent Johnson          | 309 | 140 |
| 122. | Chris Mason            | 317 | 137 |